# ФК «Спартак» Москва в сезоне 2015/2016
Сезон 2015/2016 годов стал для футбольного клуба «Спартак» Москва 94-м в его истории. Команда приняла участие в 24-м чемпионате страны и в 24-м розыгрыше кубка. «Спартак» Москва также принял участие в своём 39-м сезоне в европейских кубковых турнирах, поскольку занял 5 место в чемпионате.

## Команда 2015/16

### Хронология сезона
- 26 мая 2015 года Совет директоров «Спартака» принял решение о досрочном прекращении полномочий генерального директора клуба Романа Асхабадзе[1].
- 30 мая 2015 года главный тренер «Спартака» Мурат Якин покинул свою должность. Руководство клуба и швейцарский специалист приняли решение расторгнуть отношения по обоюдному согласию[2].
- 2 июня 2015 года Сергей Родионов вступил в должность генерального директора «Спартака». Решение принял совет директоров клуба[3][4].
- 10 июня 2015 года клуб объявил о назначении на пост главного тренера команды Дмитрия Аленичева[5]. Так же было объявлено об утверждении Егора Титова и Дмитрия Ананко в качестве помощников Дмитрия Аленичева на посту главного тренера красно-белых[6].
- 9 июля 2015 года команда «Ла Фиорита» из Сан-Марино, проживающая в одном отеле («Сантис Парк») с московским «Спартаком» на сборе в Швейцарии, пыталась украсть форму у российской команды.[7]
- 14 июля 2015 года прошёл день открытых дверей. В присутствии двух тысяч болельщиков на «Открытие Арене» чествовали Анатолия Исаева, которому 14 июля исполнилось 83 года, показали новую форму, отличительной особенностью которой стало возвращение горизонтальной белой полосы, и презентовали новичков — Ивелина Попова, Владимира Граната и Зе Луиша.[8]
- 21 сентября 2015 года в Монте-Карло состоялась церемония награждения международной премии Golden Foot, где лауреаты премии оставляют свои следы на аллее славы. Помимо Рината Дасаева, в 2015 году лауреатами премии в категории «легенды футбола» стали чемпион мира и Европы в составе сборной Франции Давид Трезеге, лучший футболист Румынии XX века, бывший полузащитник «Стяуа», мадридского «Реала» и «Барселоны» Георге Хаджи, а также двукратный чемпион мира, защитник сборной Аргентины Даниэль Пассарелла.[9][10]

### Домашний стадион

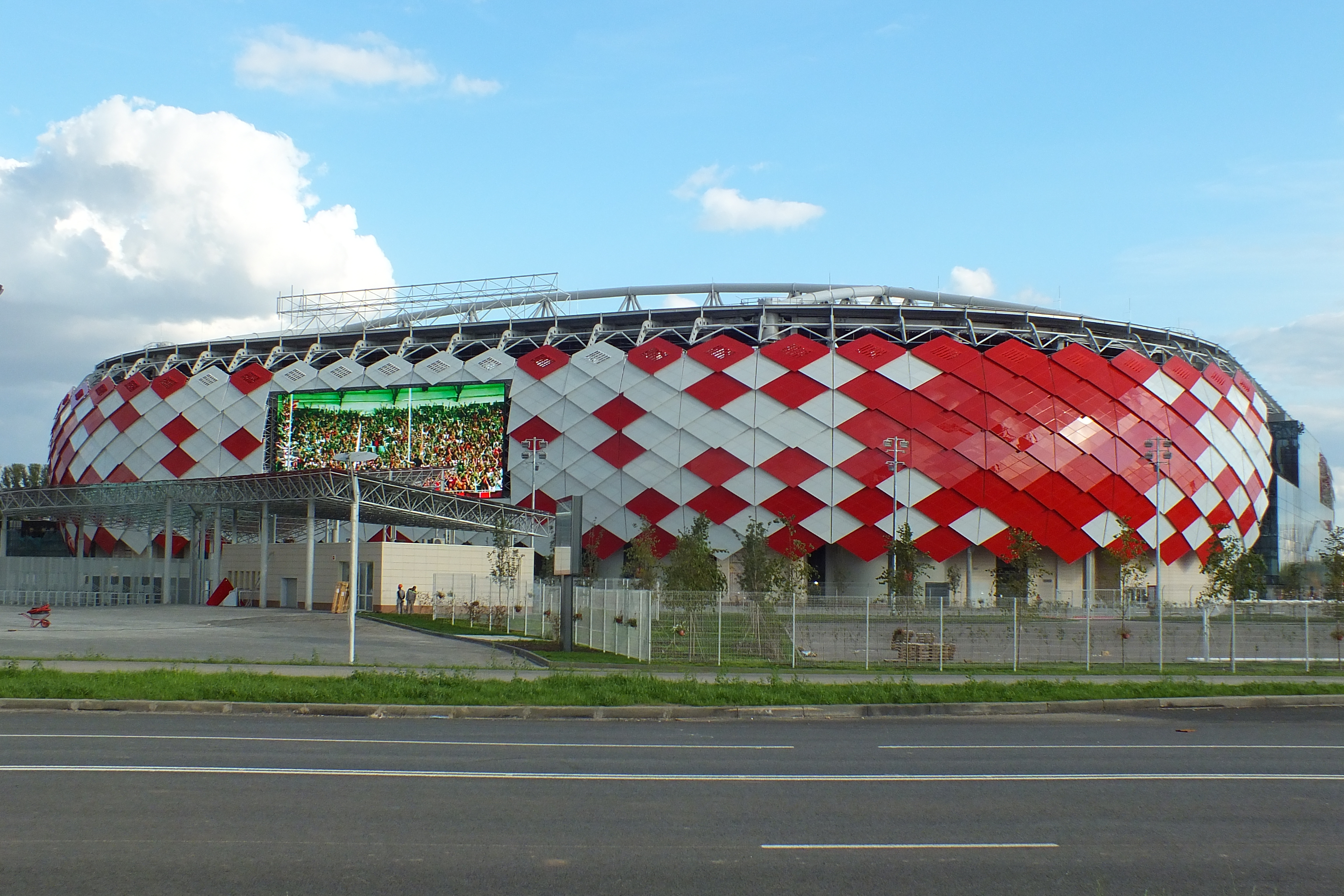

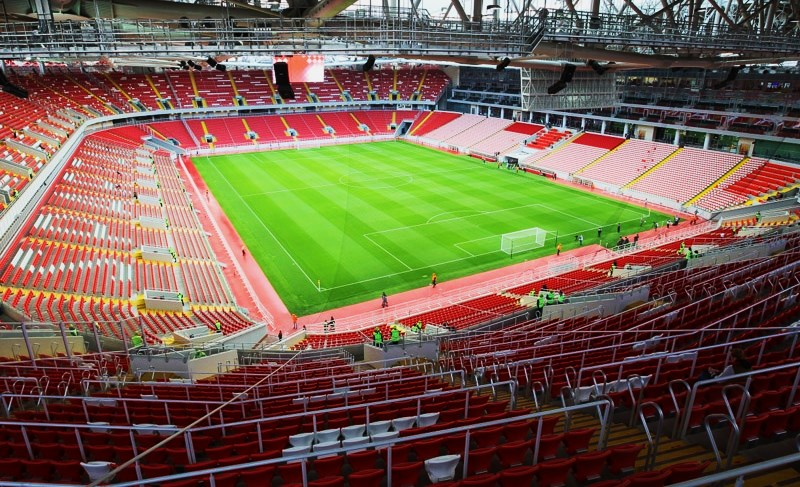

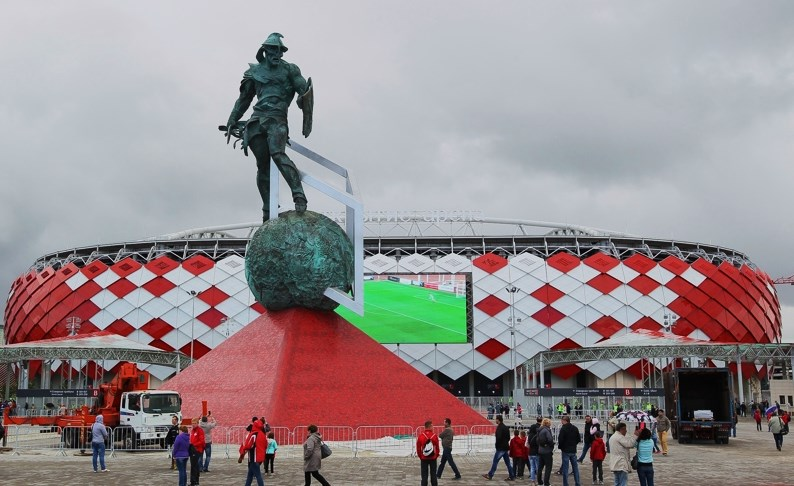

### Состав команды

#### Основной состав
- Список игроков, основного состава футбольного клуба «Спартак» Москва в сезоне 2014/2015 годов[11].

| 30            | Сергей Песьяков     | Флаг России      | 16 декабря 1988  | Шинник (Ярославль)             |
| 32            | Артём Ребров        | Флаг России      | 4 марта 1984     | Шинник (Ярославль)             |
| 1             | Антон Митрюшкин     | Флаг России      | 8 февраля 1996   | Спартак-мол. (Москва)          |
| Защитники     |                     |                  |                  |                                |
| 2             | Хуан Инсаурральде   | Флаг Аргентины   | 3 октября 1984   | Бока Хуниорс (Буэнос-Айрес)    |
| 3             | Сергей Брызгалов    | Флаг России      | 15 ноября 1992   | Сатурн (Раменское)             |
| 4             | Сергей Паршивлюк    | Флаг России      | 18 марта 1989    | Спартак-мол. (Москва)          |
| 33            | Сальваторе Боккетти | Флаг Италии      | 30 ноября 1986   | Рубин (Казань)                 |
| 34            | Евгений Макеев      | Флаг России      | 24 июля 1989     | Шексна (Череповец)             |
| 55            | Жоао Карлос         | Флаг Бразилии    | 1 января 1982    | Анжи (Махачкала)               |
| 35            | Сердар Таски        | Флаг Германии    | 24 апреля 1987   | Штутгарт (Штутгарт)            |
| 64            | Денис Кутин         | Флаг России      | 5 октября 1993   | Спартак-мол. (Москва)          |
| 88            | Илья Кутепов        | Флаг России      | 29 июля 1993     | Академия (Тольятти)            |
| Полузащитники |                     |                  |                  |                                |
| 5             | Тино Коста          | Флаг Аргентины   | 9 января 1985    | Валенсия (Валенсия)            |
| 6             | Рафаэл Кариока      | Флаг Бразилии    | 16 июня 1989     | Гремио (Порту-Алегри)          |
| 7             | Кирилл Комбаров     | Флаг России      | 22 января 1987   | Динамо (Москва)                |
| 11            | Арас Озбилиз        | Флаг Армении     | 9 марта 1990     | Кубань (Краснодар)             |
| 19            | Хосе Мануэль Хурадо | Флаг Испании     | 29 июня 1986     | Шальке 04 (Гельзенкирхен)      |
| 20            | Патрик Эберт        | Флаг Германии    | 17 марта 1987    | Реал (Вальядолид)              |
| 21            | Ким Чельстрём       | Флаг Швеции      | 24 августа 1982  | Олимпик (Лион)                 |
| 23            | Дмитрий Комбаров    | Флаг России      | 22 января 1987   | Динамо (Москва)                |
| 24            | Квинси Промес       | Флаг Нидерландов | 4 января 1992    | Твенте                         |
| 15            | Ромуло              | Флаг Бразилии    | 19 сентября 1990 | Васко да Гама (Рио-де-Жанейро) |
| 40            | Артём Тимофеев      | Флаг России      | 12 января 1994   | Чертаново (Москва)             |
| 8             | Денис Глушаков      | Флаг России      | 21 января 1987   | Локомотив (Москва)             |
| 7             | Джано Ананидзе      | Флаг Грузии      | 10 октября 1992  | Ростов (Ростов-на-Дону)        |
| 5             | Роман Широков       | Флаг России      | 6 июля 1981      | Зенит (Санкт-Петербург)        |
| 87            | Александр Зуев      | Флаг России      | 26 июня 1996     | Чертаново (Москва)             |
| 37            | Георгий Мелкадзе    | Флаг России      | 4 апреля 1997    | Спартак-мол. (Москва)          |
| 53            | Артём Самсонов      | Флаг России      | 5 января 1994    | Спартак-мол. (Москва)          |
| Нападающие    |                     |                  |                  |                                |
| 18            | Лукас Барриос       | Флаг Парагвая    | 13 ноября 1984   | Гуанчжоу Эвергранд (Гуанчжоу)  |
| 10            | Юра Мовсисян        | Флаг Армении     | 2 августа 1987   | Краснодар (Краснодар)          |
| 14            | Павел Яковлев       | Флаг России      | 7 апреля 1991    | Крылья Советов (Самара)        |
| 28            | Абдул Уорис         | Флаг Ганы        | 19 сентября 1991 | Хеккен (Гётеборг)              |
| 57            | Вячеслав Кротов     | Флаг России      | 14 февраля 1993  | Волгарь (Астрахань)            |
| 69            | Денис Давыдов       | Флаг России      | 22 марта 1995    | Спартак-мол. (Москва)          |

#### Молодёжный состав
- Список игроков, молодёжного состава футбольного клуба «Спартак» Москва в сезоне 2014/2015 годов[12].

| 1             | Антон Митрюшкин       | Флаг России | 8 февраля 1996   | Академия им. Черенкова (Москва)   |
| 56            | Вадим Аверкиев        | Флаг России | 1 июня 1997      | Академия им. Черенкова (Москва)   |
| 98            | Илья Сухорученко      | Флаг России | 23 февраля 1998  | Академия им. Черенкова (Москва)   |
| 47            | Михаил Филиппов       | Флаг России | 10 июня 1992     | Томь (Томск)                      |
| 81            | Юрий Щербаков         | Флаг России | 11 апреля 1996   | Академия им. Черенкова (Москва)   |
| Защитники     |                       |             |                  |                                   |
| 74            | Валентин Винниченко   | Флаг России | 21 апреля 1995   | Академия им. Черенкова (Москва)   |
| 62            | Айдар Лисинков        | Флаг России | 2 января 1994    | Чертаново (Москва)                |
| 96            | Александр Лихачёв     | Флаг России | 22 июля 1996     | Академия им. Черенкова (Москва)   |
| 82            | Евгений Ежов          | Флаг России | 11 февраля 1995  | Академия им. Черенкова (Москва)   |
| 48            | Александр Степанов    | Флаг России | 10 января 1994   | Академия им. Черенкова (Москва)   |
| 54            | Егор Евтеев           | Флаг России | 1 апреля 1996    | Академия им. Коноплёва (Тольятти) |
| 68            | Алексей Иванушкин     | Флаг России | 20 ноября 1996   | Академия им. Черенкова (Москва)   |
| 38            | Константин Щербаков   | Флаг России | 20 марта 1997    | Академия им. Черенкова (Москва)   |
| 46            | Артём Мамин           | Флаг России | 25 июля 1997     | Академия им. Черенкова (Москва)   |
| 93            | Артём Сокол           | Флаг России | 11 июня 1997     | Академия им. Черенкова (Москва)   |
| 65            | Олег Красильниченко   | Флаг России | 21 января 1997   | Академия им. Черенкова (Москва)   |
| 65            | Андрей Шигорев        | Флаг России | 25 сентября 1997 | Академия им. Черенкова (Москва)   |
| 64            | Денис Кутин           | Флаг России | 5 октября 1993   | Академия им. Черенкова (Москва)   |
| Полузащитники |                       |             |                  |                                   |
| 83            | Владислав Пантелеев   | Флаг России | 15 августа 1996  | Академия им. Черенкова (Москва)   |
| 73            | Аяз Гулиев            | Флаг России | 27 ноября 1996   | Академия им. Черенкова (Москва)   |
| 78            | Зелимхан Бакаев       | Флаг России | 1 июля 1996      | Академия им. Черенкова (Москва)   |
| 66            | Максим Ермаков        | Флаг России | 21 апреля 1995   | Краснодар (Краснодар)             |
| 86            | Данила Буранов        | Флаг России | 11 февраля 1996  | ФШМ-Торпедо (Москва)              |
| 87            | Александр Зуев        | Флаг России | 26 июня 1996     | Чертаново (Москва)                |
| 79            | Владислав Мастерной   | Флаг России | 17 ноября 1995   | Чертаново (Москва)                |
| 76            | Павел Глоба           | Флаг России | 31 мая 1995      | Шинник (Ярославль)                |
| 89            | Владлен Бабаев        | Флаг России | 16 октября 1996  | Академия им. Черенкова (Москва)   |
| 97            | Данил Полубояринов    | Флаг России | 4 февраля 1997   | Академия им. Черенкова (Москва)   |
| 63            | Шамсиддин Шанбиев     | Флаг России | 18 февраля 1997  | Академия им. Черенкова (Москва)   |
| 37            | Георгий Мелкадзе      | Флаг России | 4 апреля 1997    | Академия им. Черенкова (Москва)   |
| 58            | Даниил Горовых        | Флаг России | 3 января 1997    | Академия им. Черенкова (Москва)   |
| 7             | Жано Ананидзе         | Флаг Грузии | 10 октября 1992  | Ростов (Ростов-на-Дону)           |
| 53            | Артём Самсонов        | Флаг России | 5 января 1994    | Академия им. Черенкова (Москва)   |
| 50            | Александр Манюков     | Флаг России | 27 января 1993   | Академия им. Черенкова (Москва)   |
| 59            | Назар Гордеочук       | Флаг России | 11 апреля 1997   | Академия им. Черенкова (Москва)   |
| 40            | Артём Тимофеев        | Флаг России | 12 января 1994   | Чертаново (Москва)                |
| 42            | Егор Сидорук          | Флаг России | 30 марта 1997    | Академия им. Черенкова (Москва)   |
| Нападающие    |                       |             |                  |                                   |
| 67            | Артём Федчук          | Флаг России | 20 декабря 1994  | Академия им. Черенкова (Москва)   |
| 71            | Саид-Али Ахмаев       | Флаг России | 30 мая 1996      | Академия им. Черенкова (Москва)   |
| 84            | Александр Юрьев       | Флаг России | 31 октября 1996  | Академия им. Черенкова (Москва)   |
| 71            | Максимилиано Лялюшкин | Флаг России | 6 февраля 1997   | Академия им. Черенкова (Москва)   |
| 41            | Владимир Обухов       | Флаг России | 8 февраля 1992   | Уралец (Нижний Тагил)             |
| 70            | Александр Козлов      | Флаг России | 19 марта 1993    | Академия им. Черенкова (Москва)   |
| 39            | Иппэй Синодзука       | Флаг России | 20 марта 1995    | Чертаново (Москва)                |
| 69            | Денис Давыдов         | Флаг России | 22 марта 1995    | Академия им. Черенкова (Москва)   |
| 36            | Дмитрий Маликов       | Флаг России | 14 февраля 1997  | Академия им. Черенкова (Москва)   |

#### Второй состав
| 85            | Владислав Терёшкин  | Флаг России | 15 июля 1995    | Академия им. Черенкова (Москва) |
| 30            | Сергей Песьяков     | Флаг России | 16 декабря 1988 | Шинник (Ярославль)              |
| 47            | Михаил Филиппов     | Флаг России | 10 июня 1992    | Томь (Томск)                    |
| 1             | Антон Митрюшкин     | Флаг России | 8 февраля 1996  | Спартак-мол. (Москва)           |
| 43            | Юрий Шлеев          | Флаг России | 26 июня 1995    | Спартак-мол. (Москва)           |
| Защитники     |                     |             |                 |                                 |
| 64            | Денис Кутин         | Флаг России | 5 октября 1993  | Академия им. Черенкова (Москва) |
| 45            | Александр Пуцко     | Флаг России | 24 февраля 1993 | Академия им. Черенкова (Москва) |
| 26            | Антон Ходырев       | Флаг России | 26 января 1992  | Академия им. Черенкова (Москва) |
| 88            | Илья Кутепов        | Флаг России | 29 июля 1993    | Академия (Тольятти)             |
| 80            | Иван Хомуха         | Флаг России | 14 июля 1994    | Академия им. Черенкова (Москва) |
| 80            | Николай Фадеев      | Флаг России | 9 мая 1993      | Академия им. Черенкова (Москва) |
| 62            | Айдар Лисинков      | Флаг России | 2 января 1994   | Чертаново (Москва)              |
| 3             | Сергей Брызгалов    | Флаг России | 15 ноября 1992  | Сатурн (Раменское)              |
| 34            | Евгений Макеев      | Флаг России | 24 июля 1989    | Шексна (Череповец)              |
| Полузащитники |                     |             |                 |                                 |
| 60            | Константин Савичев  | Флаг России | 6 марта 1994    | Сатурн-мол. (Раменское)         |
| 52            | Игорь Леонтьев      | Флаг России | 18 марта 1994   | Академия им. Черенкова (Москва) |
| 53            | Артём Самсонов      | Флаг России | 5 января 1994   | Академия им. Черенкова (Москва) |
| 61            | Владимир Зубарев    | Флаг России | 5 января 1993   | Академия им. Черенкова (Москва) |
| 40            | Артём Тимофеев      | Флаг России | 12 января 1994  | Чертаново (Москва)              |
| 50            | Александр Манюков   | Флаг России | 27 января 1993  | Зенит-мол. (Санкт-Петербург)    |
| 51            | Дмитрий Каюмов      | Флаг России | 11 мая 1992     | Академия им. Черенкова (Москва) |
| 13            | Дмитрий Кудряшов    | Флаг России | 13 мая 1983     | Луч-Энергия (Владивосток)       |
| 79            | Владислав Мастерной | Флаг России | 17 ноября 1995  | Чертаново (Москва)              |
| 37            | Георгий Мелкадзе    | Флаг России | 4 апреля 1997   | Спартак-мол. (Москва)           |
| 73            | Аяз Гулиев          | Флаг России | 27 ноября 1996  | Академия им. Черенкова (Москва) |
| 83            | Владислав Пантелеев | Флаг России | 15 августа 1996 | Академия им. Черенкова (Москва) |
| Нападающие    |                     |             |                 |                                 |
| 41            | Владимир Обухов     | Флаг России | 8 февраля 1992  | Уралец (Нижний Тагил)           |
| 57            | Вячеслав Кротов     | Флаг России | 14 февраля 1993 | Волгарь (Астрахань)             |
| 70            | Александр Козлов    | Флаг России | 19 марта 1993   | Академия им. Черенкова (Москва) |
| 69            | Денис Давыдов       | Флаг России | 22 марта 1995   | Академия им. Черенкова (Москва) |
| 39            | Иппэй Синодзука     | Флаг России | 20 марта 1995   | Чертаново (Москва)              |
| 87            | Александр Зуев      | Флаг России | 26 июня 1996    | Чертаново (Москва)              |
| 14            | Павел Яковлев       | Флаг России | 7 апреля 1991   | Крылья Советов (Самара)         |

### Трансферы
Список игроков, пришедших в клуб в ходе сезона 2015/2016:
| Поз. | Игрок               | ДР         | Прежний клуб            | Трансф. сумма   | Дата прихода | *      |
| ---- | ------------------- | ---------- | ----------------------- | --------------- | ------------ | ------ |
| Зщ   | Владимир Гранат     | 22.05.1987 | Ростов (Ростов-на-Дону) | свободный агент | июнь 2015    | [ 13 ] |
| Пз   | Ивелин Попов        | 26.10.1987 | Кубань (Краснодар)      | 6 000 000 €     | июнь 2015    | [ 14 ] |
| Пз   | Роман Широков       | 06.07.1981 | Краснодар               | из аренды       | июнь 2015    |        |
| Зщ   | Кирилл Комбаров     | 02.01.1987 | Торпедо (Москва)        | из аренды       | июнь 2015    |        |
| Пз   | Динияр Билялетдинов | 27.02.1985 | Торпедо (Москва)        | из аренды       | июнь 2015    |        |
| Зщ   | Сальваторе Боккетти | 30.11.1986 | Милан                   | из аренды       | июнь 2015    |        |
| Пз   | Павел Яковлев       | 07.04.1991 | Мордовия (Саранск)      | из аренды       | июнь 2015    |        |
| Пз   | Александр Зотов     | 27.08.1990 | Арсенал (Тула)          | из аренды       | июнь 2015    |        |
| Нп   | Зе Луиш             | 24.01.1991 | Спортинг (Брага)        | 6 500 000 €     | июль 2015    | [ 15 ] |

Список игроков, ушедших из клуба в ходе сезона 2015/2016:
| Поз. | Игрок               | ДР         | Новый клуб                       | Трансф. сумма   | Дата ухода  | *             |
| ---- | ------------------- | ---------- | -------------------------------- | --------------- | ----------- | ------------- |
| Пз   | Ким Чельстрём       | 24.08.1982 | Грассхоппер (Цюрих)              | свободный агент | июнь 2015   | [ 16 ] [ 17 ] |
| Зщ   | Жоао Карлос         | 01.01.1982 | свободный агент                  | свободный агент | июнь 2015   | [ 17 ]        |
| Зщ   | Хуан Инсаурральде   | 03.10.1984 | Чья́пас (Тустла-Гутьеррес)        | свободный агент | июнь 2015   | [ 18 ]        |
| Нап  | Артём Дзюба         | 22.08.1989 | Зенит (Санкт-Петербург)          | свободный агент | июнь 2015   |               |
| Нап  | Лукас Барриос       | 13.11.1984 | Палмейрас (Сан-Паулу)            | 2 900 000 €     | июнь 2015   | [ 19 ] [ 20 ] |
| Пз   | Хосе Мануэль Хурадо | 29.06.1986 | Уотфорд (Уотфорд)                | неизвестно      | июль 2015   | [ 21 ]        |
| Пз   | Рафаэл Кариока      | 18.06.1989 | Атлетико Минейро (Белу-Оризонти) | неизвестно      | июль 2015   | [ 22 ]        |
| Пз   | Динияр Билялетдинов | 27.02.1985 | Рубин (Казань)                   | свободный агент | июль 2015   | [ 23 ] [ 24 ] |
| Пз   | Патрик Эберт        | 17.03.1987 | Райо Вальекано (Мадрид)          | свободный агент | июль 2015   | [ 25 ] [ 26 ] |
| Вр   | Сергей Песьяков     | 16.12.1988 | Анжи (Махачкала)                 | в аренду        | август 2015 | [ 27 ]        |
| Нп   | Павел Яковлев       | 07.04.1991 | Крылья Советов (Самара)          | в аренду        | август 2015 | [ 28 ]        |
| Нп   | Вячеслав Кротов     | 14.02.1993 | Уфа (Уфа)                        | 500 000 €       | август 2015 | [ 29 ] [ 30 ] |
| Зщ   | Александр Степанов  | 10.01.1994 | Торпедо (Армавир)                | нет информации  | август 2015 | [ 31 ]        |
| Пз   | Лелюхин Павел       | 23.04.1998 | Динамо (Москва)                  | нет информации  | август 2015 | [ 32 ] [ 33 ] |

## Чемпионат России 2015/16
Основная статья: Чемпионат России по футболу 2015/2016
В новом сезоне формате лимита на легионеров российской Премьер-Лиги претерпел изменение. Лимит будет действовать по системе «10 легионеров + 15 россиян в заявке на сезон».

### Результаты матчей
| 17 июля 2015 1 тур | Спартак (Москва)                                                                     | 2:2 (1:1)                        | Уфа | Москва                                                                  |
| 19:00 MSK | Таски (Широков, Попов) 24′ · Зе Луиш (Д. Комбаров) 79′ · Боккетти (срыв атаки) 90+3' | Протокол 1 Протокол 2 Протокол 3 | Ханджич (Сафрониди) 12′ · Пауревич (грубая игра) 17' · Фримпонг (неспортивное поведение) 30` · Юрченко (затяжка времени) 64' · Стоцкий (Ханджич) 67′ · Засеев (срыв атаки) 80' | Стадион: «Открытие Арена» Зрителей: 23 221 Судья: В. Москалёв (Воронеж) |
| Спартак: Ребров (к), Макеев, Таски (Ананидзе, 78), Боккетти, Д. Комбаров, Промес, Широков, Глушаков, Хурадо (Давыдов, 69), Попов, Мовсисян (Зе Луиш, 62). Запасные: Песьяков, К. Комбаров, Ромуло, Озбилиз, Зотов, Яковлев. Главный тренер: Дмитрий Анатольевич Аленичев. Уфа: Юрченко, Сухов, Тумасян, Верховцов, Сафрониди (Галиулин, 57), Пауревич, Засеев, Марсиньо (Никитин, 46), Стоцкий, Фримпонг, Ханджич (Осипов, 86). Запасные: Нарубин, Де Оливейра, Семакин, Кацалапов, Слай, Зинченко, Килин, Фомин. Главный тренер: Игорь Владимирович Колыванов. |                                                                                      |                                  | |                                                                         |

| 26 июля 2015 2 тур | Краснодар                            | 0:1 (0:1)                        | Спартак (Москва)                                                                                                | Краснодар                                                           |
| 20:00 MSK | Калешин (неспортивное поведение) 88' | Протокол 1 Протокол 2 Протокол 3 | Мовсисян (Промес, Широков) 12′ · Широков (неспортивное поведение) 90+3' · Ребров (неспортивное поведение) 90+4' | Стадион: «Кубань» Зрителей: 24 956 Судья: М. Вилков (Ниж. Новгород) |
| Краснодар: Дикань, Калешин, Сигурдссон, Гранквист, Петров, Торбинский (Лаборде, 58), Мамаев, Ахмедов (Страндберг, 71), Перейра, Ари (Вандерсон, 64), Смолов. Запасные: Кавлинов, Синицин, Енджейчик, Быстров, Батютин. Главный тренер: Олег Георгиевич Кононов. Спартак: Ребров (к), К. Комбаров, Таски, Боккетти, Д. Комбаров, Ромуло, Глушаков, Широков, Попов (Давыдов, 84), Промес, Мовсисян (Зе Луиш, 62). Запасные: Песьяков, Митрюшкин, Гранат, Зотов, Ананидзе, Озбилиз, Яковлев. Главный тренер: Дмитрий Анатольевич Аленичев. |                                      |                                  | |                                                                     |

| 3 августа 2015 3 тур | Спартак (Москва)                                                                                              | 1:0 (0:0)                        | Рубин (Казань)                                                                                           | Москва                                                                       |
| 19:00 MSK | Широков (неспортивное поведение) 41' · Боккети (неспортивное поведение) 49' · Мовсисян (Широков, Зе Луиш) 60′ | Протокол 1 Протокол 2 Протокол 3 | Котуньо (неспортивное поведение) 41' · Благо (грубая игра) 75' · Кузьмин (грубая игра) 81' · Кузьмин 86` | Стадион: «Открытие Арена» Зрителей: 26 163 Судья: С. Лапочкин (С.-Петербург) |
| Спартак: Ребров, К. Комбаров, Таски, Боккетти, Д. Комбаров, Глушаков, Широков, Попов (Ромуло, 76), Ананидзе (Зе Луиш, 55), Промес, Мовсисян (Гранат, 66). Запасные: Митрюшкин, Паршивлюк, Озбилиз, Зотов, Яковлев, Давыдов. Главный тренер: Дмитрий Анатольевич Аленичев. Рубин: Рыжиков, Кузьмин, Лемос, Камболов, Коутиньо, Оздоев, Георгиев, Билялетдинов (Портнягин, 65), Карадениз, Карлос Эдуардо, Канунников. Запасные: Нестеренко, Хагиги, Набиуллин, Кисляк, Шарипов, Ахметов, Батов, Дядюн. Главный тренер: Ринат Саярович Билялетдинов. | |                                  | |                                                                              |

| 9 августа 2015 4 тур | Крылья Советов (Самара) | 0:2 (0:1)                        | Спартак (Москва) | Самара                                                                  |
| 19:00 MSK |                         | Протокол 1 Протокол 2 Протокол 3 | Промес (штрафной) 5′ · Попов (срыв атаки) 51' · Промес (Попов, Мовсисян) 52′ · Ребров (неспортивное поведение) 69' · Таски (срыв атаки) 82' | Стадион: «Металлург» Зрителей: 26 840 Судья: К. Левников (С.-Петербург) |
| Крылья Советов: Конюхов, Симайес, Бурлак (Ятченко, 84), Надсон, Цаллагов (Махудов, 90), Таранов, Габулов, Померко, Чочиев (Горбатенко, 69), Садик, Корниленко. Запасные: Лобанцев, Шильников, Концедалов, Драгун, Роганов. Главный тренер: Франк Веркаутерен. Спартак: Ребров, К. Комбаров (Паршивлюк, 69), Таски, Боккетти, Гранат, Д. Комбаров, Глушаков, Широков, Попов, Промес (Давыдов, 88), Мовсисян (Зе Луиш, 60). Запасные: Митрюшкин, Макеев, Озбилиз, Зотов, Ананидзе, Яковлев. Главный тренер: Дмитрий Анатольевич Аленичев. |                         |                                  | |                                                                         |

| 14 августа 2015 5 тур | Спартак (Москва)                                                               | 1:2 (1:2)                        | ЦСКА (Москва) | Москва                                                                |
| 21:30 MSK | Д. Комбаров (пен.) 36′ · Зе Луиш (грубая игра) 76' · Боккетти (срыв атаки) 87' | Протокол 1 Протокол 2 Протокол 3 | Игнашевич 31′ · Муса 35′ · Игнашевич (срыв атаки) 48' · Дзагоев (симуляция) 74' · Акинфеев (неспортивное поведение) 90+3' | Стадион: «Открытие Арена» Зрителей: 41 850 Судья: В. Мешков (Дмитров) |
| Спартак: Ребров, Боккетти, Гранат (Давыдов, 83), Таски, Д. Комбаров, К. Комбаров (Зе Луиш, 58), Широков, Попов, Промес, Глушаков, Мовсисян (Паршивлюк, 73). Запасные: Митрюшкин, Макаеев, Ромуло, Озбилис, Зотов, Ананидзе, Яковлев. Главный тренер: Дмитрий Анатольевич Аленичев. ЦСКА: Акинфеев, Фернандес, Набабкин, Игнашевич, В. Березуцкий, Вернблум, Тошич (А. Березуцкий, 90), Натхо (Думбия, 54), Ерёменко (Миланов, 90+4), Дзагоев, Муса. Запасные: Чепчугов, Васин, Щенников, Ефремов, Головин, Панченко, Страндберг. Главный тренер: Леонид Викторович Слуцкий. |                                                                                |                                  | |                                                                       |

| 22 августа 2015 6 тур | Амкар (Пермь)                                  | 1:3 (0:1)                        | Спартак (Москва)                                                                                  | Пермь                                                          |
| 15:00 MSK | Белоруков (срыв атаки) 59' · Гол (Салугин) 78′ | Протокол 1 Протокол 2 Протокол 3 | Мовсисян (Широков) 20′ · Широков (неспортивное поведение) 32' · Промес 66′ · Промес (Широков) 72′ | Стадион: «Звезда» Зрителей: 14 800 Судья: С. Куликов (Саранск) |
| Амкар: Герус, Бутко, Идову, Зайцев, Белоруков, Джикия (Салугин, 64), Арзуманян (Черенчиков, 75), Огуде, Пеев (Узочакву, 68), Гол, Прудников. Запасные: Хомич, Селихов, Придюк, Комолов, Шаваев, Курзенёв. Главный тренер: Гаджи Муслимович Гаджиев. Спартак: Ребров, К. Комбаров (Паршивлюк, 78), Таски, Боккетти, Д. Комбаров, Глушаков, Широков, Попов, Промес, Мовсисян (Ромуло, 60), Зе Луиш (Озбилиз, 73). Запасные: Митрюшкин, Гранат, Макеев, Зотов, Ананидзе, Яковлев, Давыдов. Главный тренер: Дмитрий Анатольевич Аленичев. |                                                |                                  |                                                                                                   |                                                                |

| 29 августа 2015 7 тур | Спартак (Москва)                                               | 1:2 (0:1)                        | Анжи (Махачкала) | Москва                                                                        |
| 19:30 MSK | Попов (грубая игра) 29' · Д. Комбаров (К. Комбаров) 52′ (пен.) | Протокол 1 Протокол 2 Протокол 3 | Алмейда (грубая игра) 16' · Эбесилио (Алмейда) 27′ · Эбесилио (грубая игра) 28' · Мкртчан (срыв атаки) 68' · Жиров (грубая игра) 71' · Жиров (Леонардо) 86′ · Песьяков (неспортивное поведение) 90+4' | Стадион: «Открытие Арена» Зрителей: 26 167 Судья: М. Вилков (Нижний Новгород) |
| Спартак: Ребров (к), К. Комбаров, Таски, Боккетти, Д. Комбаров, Глушаков, Широков, Промес, Попов (Ромуло, 88), Зе Луиш, Мовсисян (Ананидзе, 71). Запасные: Митрюшкин, Паршивлюк, Макеев, Гранат, Озбилиз, Яковлев. Главный тренер: Дмитрий Анатольевич Аленичев. Анжи: Песьяков, Леонардо, Жиров, Ещенко, Лазич, Гаджибеков, Эбесилио (Мутари, 63. Агаларов, 90+3), Алмейда, Аруна (Маевский, 46), Тигиев, Мкртчян. Запасные: Помазан, Джанетов, Тагирбеков, Зотов, Хадарцев, Максимов, Сердеров, Дибиргаджиев. Главный тренер: Юрий Павлович Сёмин. |                                                                |                                  | |                                                                               |

| 13 сентября 2015 8 тур | Спартак (Москва)                                                                                    | 1:0 (1:0)                        | Ростов (Ростов-на-Дону)                               | Москва                                                                             |
| 13:30 MSK | Промес (Широков, Глушаков) 28′ · Д. Комбаров ( неспортивное поведение) 87' · Попов (срыв атаки) 89' | Протокол 1 Протокол 2 Протокол 3 | Ю Бен Су (грубая игра) 59' · Баштуш (грубая игра) 70' | Стадион: «Открытие Арена» Зрителей: 25 000 Судья: В. Безбородов (Санкт-Петербург). |
| Спартак: Ребров (к), К. Комбаров, Таски, Боккетти, Д. Комбаров, Глушаков (Гранат, 88), Ромуло, Промес, Попов, Широков (Паршивлюк, 71), Мовсисян (Макеев, 61). Запасные: Митрюшкин, Зотов, Озбилиз, Козлов, Бакаев. Главный тренер: Дмитирий Анатольевич Аленичев. Ростов: Джанаев, Маргасов, Баштуш, Навас, Новосельцев, Гацкан, Могилевец, Нобоа, Терентьев (Ю Бен Су, 46), Полоз, Азмун (Бухаров, 46). Запасные: Гошев, Байрамян, Трошечкин, Ахмаев, Ротенберг. Главный тренер: Курбан Бекиевич Бердыев. | |                                  |                                                       |                                                                                    |

| 19 сентября 2015 9 тур | Кубань (Краснодар)                                          | 3:0 (2:0)                        | Спартак (Москва)                                                                    | Краснодар                                                               |
| 19:00 MSK | Хубулов 9′ · Мельгарехо (Кулик) 36′ · Игнатьев (Ткачёв) 87′ | Протокол 1 Протокол 2 Протокол 3 | Глушаков (срыв атаки) 56' · К. Комбаров (срыв атаки) 65' · Озбилиз (срыв атаки) 71' | Стадион: «Кубань» Зрителей: 15 213 Судья: С. Лапочкин (Санкт-Петербург) |
| Кубань: Беленов, Бугаев, Армаш, Лобкарёв (Манолев, 25), Шандао, Мельгарехо (Каретник, 89), Кулик, Игнатьев, Ткачёв, Хубулов (Бальде, 76), Рабиу. Запасные: Фролов, Клещенко, Коновалов, Якуба. Главный тренер: Сергей Абуезидович Ташуев. Спартак: Ребров (к), К. Комбаров (Озбилиз, 67), Таски, Боккетти, Д. Комбаров, Глушаков (Козлов, 83), Ромуло (Макеев, 46), Широков, Промес, Попов, Зе Луиш. Запасные: Митрюшкин, Паршивлюк, Зотов, Бакаев. Главный тренер: Дмитирий Анатольевич Аленичев. |                                                             |                                  |                                                                                     |                                                                         |

| 26 сентября 2015 10 тур | Спартак (Москва)               | 2:2 (1:1)                        | Зенит (Санкт-Петербург)                                | Москва                                                                       |
| 19:00 MSK | Зе Луиш 6′ · Попов (Зотов) 70′ | Протокол 1 Протокол 2 Протокол 3 | Халк 27′ · Данни (грубая игра) 43' · Дзюба (Данни) 87′ | Стадион: «Открытие Арена» Зрителей: 41 214 Судья: С. Иванов (Ростов-на-Дону) |
| Спартак: Ребров (к), Паршивлюк, Таски, Боккетти, Макеев (К. Комбаров, 71), Д. Комбаров, Глушаков, Широков (Зотов, 46), Ромес, Промес, Попов, Зе Луиш (Озбилиз, 77). Запасные: Митрюшкин, К. Комбаров, Кутепов, Ромуло, Леонтьев, Бакаев, Зуев, Козлов. Главный тренер: Дмитирий Анатольевич Аленичев. Зенит: Лодыгин, Смольников, Гарай, Ломбертс, Анюков (Ткачук, 84), Хави Гария, Витсель, Данни, Халк (Кришито, 90+2), Шатов, Дзюба. Запасные: Кержаков, Малафеев, Нету, Зинков, Евсеев, Рязанцев, Долгов, Юсупов, Богаев. Главный тренер: Сергей Богданович Семак. |                                |                                  |                                                        |                                                                              |

| 3 октября 2015 11 тур | Мордовия (Саранск)           | 0:1 (0:1)                        | Спартак (Москва)                                                                                      | Саранск                                                        |
| 14:30 MSK | Мухаметшин (грубая игра) 72' | Протокол 1 Протокол 2 Протокол 3 | Попов (Мовсисян) 4′ · Паршивлюк (неспортивное поведение) 40' · Озбилиз (неспортивное поведение) 90+1' | Стадион: «Старт» Зрителей: 11 575 Судья: В. Москалёв (Воронеж) |
| Мордовия: Чебану, Нахушев, Дудиев, Рыков, Фибель, Власов (Шипицин, 58), Махмудов (Сысуев, 75), Стеванович, Джалу (Игнатович, 46), Луценко, Р-н Мухаметшин. Запасные: Ревишвили, Шебанов, Тишкин, Гапон, Перендиа, Бобёр, Иванов, Самодин, Ле Таллек. Главный тренер: Андрей Львович Гордеев. Спартак: Ребров (к), Паршивлюк, Таски, Боккетти, Макеев, Д. Комбаров, Ромуло (Гранат, 88), Широков, Попов (Озбилиз, 67), Промес, Мовсисян (Зотов, 59). Запасные: Митрюшкин, К. Комбаров, Бакаев, Козлов. Главный тренер: Дмитирий Анатольевич Аленичев. |                              |                                  | |                                                                |

| 18 октября 2015 12 тур | Спартак (Москва) | 1:2 (0:1) | Локомотив (Москва) | Москва                                                                |
| 13:30 MSK | Глушаков (несп. поведение) 39' · Озбилиз (несп. поведение) 70' · Боккети (Озбилиз) 77′ · Попов (несп. поведение) 78' |           | Коломейцев (Самедов) 9′ · Коломейцев (грубая игра) 23' · Ниассе 49′ · Михалик (несп. поведение) 78' · Гилерме (несп. поведение) 81' · Самедов (грубая игра) 86' | Стадион: «Открытие Арена» Зрителей: 38 651 Судья: И. Федотов (Москва) |
| Спартак: Ребров (к), Паршивлюк, Таски, Боккетти, Гранат, Д. Комбаров, Глушаков, Зотов (Промес, 46), Широков, Попов, Мовсисян (Озбилиз, 56). Запасные: Митрюшкин, Макеев, К. Комбаров, Бакаев, Козлов. Главный тренер: Дмитрий Анатольевич Аленичев. Локомотив (Москва): Гильерме, Денисов, Чорлука, Пейчинович (Михалик, 72), Шишкин, Тарасов (Ал. Миранчук, 26), Ндинга, Самедов, Касаев (Григорьев, 90), Коломейцев, Ниасс. Запасные: Абаев, Коченков, Михалик, Янбаев, Фернандеш, Майкон, Дюрица, Шкулетич, Баринов, Макаров. Главный тренер: Игорь Геннадьевич Черевченко. | |           | |                                                                       |

| 25 октября 2015 13 тур | Динамо (Москва)                                        | 2:3 (1:1) | Спартак (Москва)                                                                                 | Химки                                                              |
| 13:30 MSK | Кокорин 17′ · Погребняк 67′ · Жирков 77' · Денисов 87' |           | Таски 9' · Промес 22′ · Паршивлюк 34' · Боккетти 52' · Давыдов 70′ · Глушаков 85' · Промес 90+1′ | Стадион: «Арена Химки» Зрителей: 13 748 Судья: В. Мешков (Дмитров) |
| Динамо (Москва): Габулов, Козлов, Морозов, Живоглядов, Жирков, Зобнин, Денисов, Катрич (Соснин, 75), Кокорин, Ташаев, Погребняк. Запасные: Шунин, Лещук, Каляшин, Левин, Сарамутин, Обольский. Главный тренер: Андрей Николаевич Кобелев. Спартак: Ребров (к), Паршивлюк, Таски, Макеев (Зуев, 59), Боккетти, Д. Комбаров, Озбилис (Леонтьев, 73), Глушаков, Широков, Промес, Зотов (Давыдов, 56). Запасные: Митрюшкин, Гранат, Бакаев, К. Комбаров. Главный тренер: Дмитрий Анатольевич Аленичев. |                                                        |           |                                                                                                  |                                                                    |

| 1 ноября 2015 14 тур | Спартак (Москва)                                   | 0:1 (0:0) | Урал (Екатеринбург)                                       | Москва                                                                            |
| 19:30 MSK | Таски 34' · Гранат 40' · Широков 61' · Зе Луис 86' |           | Асеведо 43' · Хозин 72' · Асеведо 80′ · Герсон Асеведо 83 | Стадион: «Открытие Арена» Зрителей: 16 228 Судья: В. Безбородов (Санкт-Петербург) |
| Спартак: Ребров (к), Паршивлюк, Кутепов, Таски, Гранат, Глушаков (Зотов, 31), Промес, Широков, Попов, Зуев (Зе Луис, 46), Давыдов (Озбилис, 63). Запасные: Митрюшкин, Кутин, Бакаев, К. Комбаров, Леонтьев. Главный тренер: Дмитрий Анатольевич Аленичев. Урал (Екатеринбург): Арапов, Хозин, Фонтанелло, Мартынович (Новиков, 68), Данцев, Емельянов, Сапета, Лунгу, Асеведо, Подберёзкин (Ярошенко, 83), Манучарян (Фидлер, 86). Запасные: Шубин, Жариков, Страндберг, Ставпец, Дорожкин, Бурмистров, Билоног. Главный тренер: Вадим Викторович Скрипченко. |                                                    |           |                                                           |                                                                                   |

| 7 ноября 2015 15 тур | Терек (Грозный)                                     | 2:1 (1:1) | Спартак (Москва)                              | Грозный                                                                      |
| 19:30 | Адилсон 21′ · Семёнов 39' · Родолфо 53' · Мбенг 81′ |           | Семёнов 6′ (авт.) · Паршивлюк 63' · Таски 66' | Стадион: «Ахмат-Арена» Зрителей: 19 700 Судья: К. Левников (Санкт-Петербург) |
| Терек (Грозный): Городов, Семёнов, Уциев, Родолфо, Кудряшов, Лебеденко (Рыбус, 72), Адилсон, Айссати (Гровац, 90+3), Маурисио, Иванов, Митришев (Мбенг, 76). Запасные: Гудиев, Годзюр, Шахтиев, Кузяев, Кану, Пирис, Кадыров. Главный тренер: Рашид Маматкулович Рахимов. Спартак: Ребров (к), Д. Комбаров, Кутепов, Боккетти, Паршивлюк, Таски, Попов (Зуев, 81), Зотов, Глушаков, Промес, Зе Луис (Леонтьев, 71). Запасные: Митрюшкин, Кутин, Бакаев, К. Комбаров, Леонтьев. Главный тренер: Дмитрий Анатольевич Аленичев. |                                                     |           |                                               |                                                                              |

| 22 ноября 2015 16 тур | Спартак (Москва)                                                                                                   | 3:2 (2:1) | Краснодар                                                                                                 | Москва                                                                          |
| 19:30 MSK | Паршивлюк (грубая игра) 13' · Глушаков 27′ · Промес (Попов) 29′ · Глушаков (Промес) 53′ · Промес (грубая игра) 90' |           | Ари (Петров) 23′ · Смолов (неспортивное поведение) 72' · Гранквист (Ари) 81′ · Газинский (срыв атаки) 86' | Стадион: «Открытие Арена» Зрителей: 15 051 Судья: И. Низовцев (Нижний Новгород) |
| Спартак: Ребров (к), Паршивлюк, Боккетти, Кутепов, Д. Комбаров, Глушаков, Зотов, Ромуло, Промес (К. Комбаров, 90+3), Попов, Зе Луиш (Давыдов, 82). Запасные: Митрюшкин, К. Комбаров, Пуцко, Гранат, Зуев, Кутин, Тимофеев, Леонтьев, Широков, Бакаев. Главный тренер: Дмитрий Анатольевич Аленичев. Краснодар: Дикань, Петров (Жоаозиньо, 70), Гранквист, Страндберг, Калешин, Каборе, Ахмедов (Перейра, 62), Торбинский (Газинский, 63), Смолов, Мамаев, Ари. Запасные: Коченков, Енджейчик, Сигурдссон, Марков, Быстров, Вандерсон. Главный тренер: Олег Георгиевич Кононов. | |           | |                                                                                 |

| 30 ноября 2015 17 тур | Рубин (Казань) | 2:2 (0:0) | Спартак (Москва) | Казань                                                                   |
| 19:00 MSK |                |           |                  | Стадион: «Казань-Арена» Зрителей: 20 255 Судья: Сергей Куликов (Саранск) |
| Рубин (Казань): Рыжиков, Устинов, Кверквелия, Камболов, Набиуллин, Кисляк (Карлос Эдуардо, 65), Георгиев, Оздоев, Канунников, Билялетдинов (Дядюн, 82), Девич. Запасные: Хагиги, Нестеренко, Лемос, Коутиньо, Сорокин, Ахметов, Шейдаев. Главный тренер: Валерий Александрович Чалый. Спартак: Ребров (к), К. Комбаров, Таски, Боккетти, Д. Комбаров, Глушаков, Зотов, Ромуло, Попов (Давыдов, 90), Промес (Зуев, 90+2), Зе Луиш (Кутепов, 85). Запасные: Митрюшкин, Гранат, Широков, Тимофеев, Озбилиз, Бакаев. Главный тренер: Дмитрий Анатольевич Аленичев. |                |           |                  |                                                                          |

| 4 декабря 2015 18 тур | Спартак (Москва) | 1:0 (1:0) | Крылья Советов (Самара)                             | Москва                                                                  |
| 19:00 MSK | Промес (Попов, Д. Комбаров) 2′ · Боккети (грубая игра) 7' · Паршивлюк (грубая игра) 28' · Кутепов (грубая игра) 36' · Ромуло (срыв атаки) 50' · Мовсисян (симуляция) 78' |           | Яхович (грубая игра) 22' · Симайс (грубая игра) 40' | Стадион: «Открытие Арена» Зрителей: 20 000 Судья: В. Москалёв (Воронеж) |
| Спартак: Ребров (к), Паршивлюк (К. Комбаров, 70), Кутепов (Гранат, 80), Боккетти, Д. Комбаров, Глушаков, Зотов, Ромуло, Попов, Промес, Зе Луиш (Мовсисян, 60). Запасные: Митрюшкин, Таски, Широков, Тимофеев, Леонтьев, Зуев, Озбилиз, Бакаев, Давыдов. Главный тренер: Дмитрий Анатольевич Аленичев. Крылья Советов (Самара): Лория, Ятченко (Садик, 87), Бурлак, Надсон, Концедалов, Цаллагов, Померко, Симайс (Родич, 84), Чочиев (Габулов, 83), Молло, Яхович. Запасные: Конюхов, Драгун, Бато, Ахиссан, Каналев, Божин, Лобанцев. Главный тренер: Франк Веркаутерен. | |           |                                                     |                                                                         |

| 6 марта 2016 19 тур | ЦСКА (Москва) | 1:0 (1:0) | Спартак (Москва) | Москва                                                              |
| 19:30 MSK |               |           | Муса 11′         | Стадион: «Арена Химки» Зрителей: 18 200 Судья: А. Николаев (Москва) |
| ЦСКА (Москва): Акинфеев, Фернандес, В. Березуцкий, Игнашевич, Щенников, Вернблум, Широков (Головин, 75), Дзагоев, Тошич (Ткачёв, 84), Ерёменко, Муса. Запасные: Чепчугов, Васин, А. Березуцкий, Панченко, Натхо, Оланаре. Главный тренер: Леонид Викторович Слуцкий. Спартак: Ребров (к), Макеев, Гранат, Боккетти, Д. Комбаров, Глушаков, Ромуло, Попов (Зотов, 67), Промес, Мельгарехо (Зуев, 80), Зе Луиш. Запасные: Песьяков, Паршивлюк, Кутепов, Пуцко, Брызгалов, Тимофеев, Леонтьев, Ананидзе, Мелкадзе. Главный тренер: Леонид Викторович Слуцкий. |               |           |                  |                                                                     |

| 12 марта 2016 20 тур | Спартак (Москва)                               | 2:1 (0:1) | Амкар (Пермь) | Москва                                     |
| 17:00 MSK | Зе Луиш (Ромуло, Зуев) 82′ · Промес 87′ (пен.) |           | Комолов 33′   | Стадион: «Открытие Арена» Зрителей: 20 702 |
| Спартак: Ребров (к), Макеев, Гранат, Боккетти, Д. Комбаров, Глушаков (Зуев, 75), Ромуло, Зотов, Попов (Ананидзе, 65), Промес, Мельгарехо (Зе Луиш, 46). Запасные: Песьяков, Паршивлюк, Брызгалов, Кутин, Пуцко, Тимофеев, Леонтьев, Мелкадзе. Амкар (Пермь): Селихов, Бутко, Занев, Белоруков, Зайцев, Баланович, Гол, Йовичич (Джикия, 60), Комолов, Пеев (Шаваев, 64), Прудников (Дайк, 81). |                                                |           |               |                                            |

| 18 марта 2016 21 тур | Анжи (Махачкала) | 0:4 (0:2) | Спартак (Москва) | Махачкала |
| 19:30 MSK            |                  |           |                  |           |

| 2 апреля 2016 22 тур | Ростов (Ростов-на-Дону) | 2:0 (2:0) | Спартак (Москва) | Ростов-на-Дону |
| 19:30 MSK            |                         |           |                  |                |

| 10 апреля 2016 23 тур | Спартак (Москва) | 2:2 (1:2) | Кубань (Краснодар) | Москва |
| 19:30 MSK             |                  |           |                    |        |

| 16 апреля 2016 24 тур | Зенит (Санкт-Петербург) | 5:2 (1:2) | Спартак (Москва) | Санкт-Петербург |
| 19:30 MSK             |                         |           |                  |                 |

| 24 апреля 2016 25 тур | Спартак (Москва) | 2:2 (0:1) | Мордовия (Саранск) | Москва |
| 14:30 MSK             |                  |           |                    |        |

| 30 апреля 2016 26 тур | Локомотив (Москва) | 0:2 (0:1) | Спартак (Москва) | Москва                                                           |
| 19:30 MSK |                    |           |                  | Стадион: «Локомотив» Зрителей: 20 140 Судья: И. Федотов (Москва) |
| Локомотив (Москва): Гильерме, Денисов, Дюрица, Чорлука, Пейчинович, Ндинга (Миранчук, 58), Тарасов, Касаев (Жамалетдинов, 76), Самедов, Коломейцев (Хенти, 86), Шкулетич. Запасные: Абаев, Коченков, Шишкин, Янбаев, Шешуков, Логашов, Баринов, Михалик, Фернандеш. Главный тренер: Игорь Геннадьевич Черевченко. Спартак: Песьяков, Брызгалов, Пуцко, Кутепов, Макеев, Ромуло, Глушаков (к), Ананидзе (Зуев, 86), Попов, Промес, Зе Луиш. Запасные: Ребров, Паршивлюк, Гранат, Кутин, Зотов, Леонтьев, Мельгарехо, Мелкадзе. Главный тренер: Дмитрий Анатольевич Аленичев. |                    |           |                  |                                                                  |

| 8 мая 2016 27 тур | Спартак (Москва) | 3:0 (1:0) | Динамо (Москва) | Москва |
| 19:30 MSK         |                  |           |                 |        |

| 12 мая 2016 28 тур | Урал (Екатеринбург) | 0:1 (0:1) | Спартак (Москва) | Екатеринбург |
| 17:00 MSK          |                     |           |                  |              |

| 16 мая 2016 29 тур | Спартак (Москва) | 3:0 (1:0) | Терек (Грозный) | Москва                  |
| 19:30 MSK          |                  |           |                 | Стадион: Открытие Арена |

| 21 мая 2016 30 тур | Уфа | 3:1 (2:1) | Спартак (Москва) | Уфа               |
| 13:30 MSK          |     |           |                  | Стадион: Нефтяник |

### Турнирная таблица
| М               | Команда        | И  | В  | Н  | П  | Мячи    | ±   | О  | Примечания                                             |
| --------------- | -------------- | -- | -- | -- | -- | ------- | --- | -- | ------------------------------------------------------ |
| 1               | ЦСКА           | 30 | 20 | 5  | 5  | 51 − 25 | +26 | 65 | Групповой этап Лиги чемпионов УЕФА 2016/2017           |
| 2               | Ростов         | 30 | 19 | 6  | 5  | 41 − 20 | +21 | 63 | 3-й кв. раунд Лиги чемпионов УЕФА 2016/2017            |
| 3               | Зенит          | 30 | 17 | 8  | 5  | 61 − 32 | +29 | 59 | Групповой этап Лиги Европы УЕФА 2016/2017              |
| 4               | Краснодар      | 30 | 16 | 8  | 6  | 54 − 25 | +29 | 56 | 3-й кв. раунд Лиги Европы УЕФА 2016/2017               |
| 5               | Спартак        | 30 | 15 | 5  | 10 | 48 − 39 | +9  | 50 | 3-й кв. раунд Лиги Европы УЕФА 2016/2017               |
| 6               | Локомотив      | 30 | 14 | 8  | 8  | 43 − 33 | +10 | 50 |                                                        |
| 7               | Терек          | 30 | 11 | 11 | 8  | 35 − 30 | +5  | 44 |                                                        |
| 8               | Урал           | 30 | 10 | 9  | 11 | 39 − 46 | −7  | 39 |                                                        |
| 9               | Крылья Советов | 30 | 9  | 8  | 13 | 19 − 31 | −12 | 35 |                                                        |
| 10              | Рубин          | 30 | 9  | 6  | 15 | 33 − 39 | −6  | 33 |                                                        |
| 11              | Амкар          | 30 | 7  | 10 | 13 | 22 − 33 | −11 | 31 |                                                        |
| 12              | Уфа            | 30 | 6  | 9  | 15 | 25 − 44 | −19 | 27 |                                                        |
| 13              | Анжи           | 30 | 6  | 8  | 16 | 28 − 50 | −22 | 26 | Стыковые матчи за сохранение места в Премьер-лиге      |
| 14              | Кубань         | 30 | 5  | 11 | 14 | 34 − 44 | −10 | 26 | Выбывание в первенство ФНЛ (по итогам стыковых матчей) |
| 15              | Динамо         | 30 | 5  | 10 | 15 | 25 − 47 | −22 | 25 | Выбывание в первенство ФНЛ                             |
| 16              | Мордовия       | 30 | 4  | 12 | 14 | 30 − 50 | −20 | 24 | Выбывание в первенство ФНЛ                             |
| Править таблицу |                |    |    |    |    |         |     |    |                                                        |

Выписка из регламента:

Пункт 17.3. В случае равенства очков у двух и более команд места команд в таблице Чемпионата определяются:
− по наибольшему числу побед во всех матчах;
− по результатам игр между собой (число очков, количество побед, разность забитых и пропущенных мячей, число забитых мячей, число забитых мячей на чужом поле);
− по лучшей разности забитых и пропущенных мячей во всех матчах;
− по наибольшему числу забитых мячей во всех матчах;
− по наибольшему числу мячей, забитых на чужих полях во всех матчах.
Пункт 17.4. При абсолютном равенстве всех указанных показателей места команд в итоговой турнирной таблице определяются в дополнительном матче (турнире) между этими командами.

- Результаты выступлений команды Спартак (Москва) в домашних и гостевых матчах:

| Итого | Итого | Итого | Итого | Итого | Итого | Итого | Итого | Дома | Дома | Дома | Дома | Дома | Дома | На выезде | На выезде | На выезде | На выезде | На выезде | На выезде |
| И     | О     | В     | Н     | П     | МЗ    | МП    | РМ    | В    | Н    | П    | МЗ   | МП   | РМ   | В         | Н         | П         | МЗ        | МП        | РМ        |
| ----- | ----- | ----- | ----- | ----- | ----- | ----- | ----- | ---- | ---- | ---- | ---- | ---- | ---- | --------- | --------- | --------- | --------- | --------- | --------- |
| 5     | 10    | 3     | 1     | 1     | 7     | 4     | +3    | 1    | 1    | 1    | 4    | 4    | 0    | 2         | 0         | 0         | 3         | 0         | +3        |

- Результаты выступлений команды Спартак (Москва) по турам:

| Тур   | 01 | 02 | 03 | 04 | 05 | 06 | 07 | 08 | 09 | 10 | 11 | 12 | 13 | 14 | 15 | 16 | 17 | 18 | 19 | 20 | 21 | 22 | 23 | 24 | 25 | 26 | 27 | 28 | 29 | 30 |
| ----- | -- | -- | -- | -- | -- | -- | -- | -- | -- | -- | -- | -- | -- | -- | -- | -- | -- | -- | -- | -- | -- | -- | -- | -- | -- | -- | -- | -- | -- | -- |
| Поле  | Д  | В  | Д  | В  | Д  | В  | Д  | Д  | В  | Д  | В  | Д  | В  | Д  | В  | Д  | В  | Д  | В  | Д  | В  | В  | Д  | В  | Д  | В  | Д  | В  | Д  | В  |
| Итог  | Н  | В  | В  | В  | П  | В  | П  | В  | П  | Н  | В  | П  | В  | П  | П  | В  | Н  | В  | П  | В  | В  | П  | Н  | П  | Н  | В  | В  | В  | В  | П  |
| Место | 8  | 5  | 4  | 4  | 4  | 4  | 4  |    |    |    |    |    |    |    |    |    |    |    |    |    |    |    |    |    | 7  | 6  | 6  | 5  | 5  | 5  |

Последнее обновление: 22 мая 2016.
Источник: Российская Футбольная Премьер-Лига

Поле: Д = дома; В = на выезде. Итог: Н = ничья; П = команда проиграла; В = команда выиграла; О = матч отложен.

## Кубок России 2015/16
Основная статья: Кубок России по футболу 2015/2016
В первой, для себя, стадии кубка страны московский «Спартак» отправиться на выезд в Нижний Новгород, к местной «Волге».

### Результаты матчей
| 24 сентября 2015 1/16 финала | Волга (Нижний Новгород) | 0:7 (0:4) | Спартак (Москва) | Нижний Новгород                                                      |
| 18:00 MSK |                         |           | Зе Луиш (Попов) 6′ · Попов (Промес) 21′ · Зе Луиш (Озбилиз) 26′ · Боккети (срыв атаки) 38' · Попов 45+1′ · Таски (Озбилиз) 51′ · Зотов (Промес) 61′ · Озбилиз 70′ · Бакаев (грубая игра) 81' | Стадион: «Локомотив» Зрителей: 12 500 Судья: В. Сельдяков (Балашиха) |
| Волга (Нижний Новгород): Вавилин, Полянин, Гарбуз (Маляров, 32), Буйволов, Колев, Маляка (Суханов, 53), Костюков, Леандро, Миносян, Замалиев, Саталкин (Саркисов, 46). Запасные: Нигматуллин, Пасько, Кухарчук, Ан. Козлов. Главный тренер: Андрей Викторович Талалаев. Спартак: Ребров (к), Паршивлюк, Таски, Боккетти, Макеев, Глушаков (Бакаев, 61), Зотов, Промес (Зуев, 66), Озбилиз, Попов (Леонтьев, 46), Зе Луиш. Запасные: Митрюшкин, К. Комбаров, Кутепов, Ал. Козлов. Главный тренер: Дмитрий Анатольевич Аленичев. |                         |           | |                                                                      |

| 28 октября 2015 1/8 финала | Кубань (Краснодар) | 1:0 (1:0) | Спартак (Москва) | Краснодар                                                          |
| 20:30 MSK | Мельгарехо 34′     |           |                  | Стадион: «Кубань» Зрителей: 7791 Судья: С. Иванов (Ростов-на-Дону) |
| Кубань (Краснодар): Беленов, Клещенко, Манолев, Армаш, Бугаев, Якуба (Каретник, 81), Рабиу, Ткачёв (Аршавин, 78), Хубулов (Тлисов, 89), Мельгарехо, Бальде. Запасные: Фролов, Хайкин, Завезён, Коновалов, Георгиевский, Павлюченко. Спартак: Ребров (к), К. Комбаров, Гранат, Боккетти, Д. Комбаров, Глушаков, Леонтьев (Зуев, 46), Озбилиз (Бакаев, 64), Промес, Попов, Давыдов. Запасные: Митрюшкин, Таски, Паршивлюк, Зотов. |                    |           |                  |                                                                    |

## Чемпионат России 2015/16 (молодёжный состав)
Как и в предыдущие годы, параллельно с чемпионатом проходит турнир молодёжных команд.

### Результаты матчей
| 16 июля 2015 1 тур | Спартак-мол. (Москва) | 2:3 (1:2)                        | Уфа-мол.                                           | Москва                                                               |
| 14:00 MSK | Федчук (Полубояринов, Синодзука) 23′ · Полубояринов (неспортивное поведение) 49' · Сокол (неспортивное поведение) 90' · Федчук 90+2′ | Протокол 1 Протокол 2 Протокол 3 | Блинников (с пенальти) 25′ · Фомин 43′ · Фомин 65′ | Стадион: академии «Спартак» Зрителей: 100 Судья: И. Вертков (Москва) |
| Спартак-мол.: Аверкиев, Шигорев, Сокол, Лисинков, Винниченко, Шанбиев, Полубояринов, Синодзука (Бабаев, 80), Бакаев, Пантелеев (к), Федчук. Запасные: Сухорученко, Красильниченко, К. Щербаков, Гордеочук, Ермаков, Лялюшкин, Маликов. Главный тренер: Владимир Евгеньевич Бесчастных. Уфа-мол.: Агаев, Павлов (Романовский ,88), Хазиев, Салихов, Тамразов, Морозов (Банифанд, 64), Фомин (Панчихин, 90), Кречетов (Лысенков, 82), Блинников (Сальманов, 87), Килин (Журавлёв, 89), Зарипов (Пономарёв, 79). Запасные: Розыев, Мнацаканян. Главный тренер: Сергей Александрович Томаров. | |                                  |                                                    |                                                                      |

| 25 июля 2015 2 тур | Краснодар-мол.                                                      | 2:3 (1:2)                        | Спартак-мол. (Москва) | Краснодар                                                                       |
| 19:00 MSK | Марушко 27′ · Назаров 52′ · Гогличидзе (неспортивное поведение) 86' | Протокол 1 Протокол 2 Протокол 3 | Бакаев (Пантелеев, угловой) 18′ · Федчук(Бакаев) 41′ · Шанбиев (срыв атаки) 61' · Федчук (мимо) 65` (пен.) · Бакаев (симуляция) 68' · Ермаков (Бабаев) 82′ | Стадион: академия ФК "Краснодар" Зрителей: 750 Судья: В. Фаустов (Старый Оскол) |
| Краснодар-мол.: Федюшкин, Марченко, Стежко (Скляр, 90+1), Гогличидзе, Черов, Назаров, Васенин (Игнатьев, 66), Квеквескири (Жигулёв, 46), Марушко (Бородин, 81), Гаджиев (Шишкин, 55), Воробьёв. Запасной: Сафонов. Главный тренер: Максим Николаевич Пряников. Спартак-мол.: Аверкиев (Сухорученко, 55), Шигорев (Лихачёв, 90+3), Сокол, Лисинков, Винниченко, Шанбиев (Ермаков, 70), Полубояринов, Синодзука (Бабаев, 66), Бакаев (Красильниченко, 90+1), Пантелеев (к), Федчук (Лялюшкин, 89). Запасной: К. Щербаков. Главный тренер: Владимир Евгеньевич Бесчастных. |                                                                     |                                  | |                                                                                 |

| 2 августа 2015 3 тур | Спартак-мол. (Москва) | 6:1 (1:0)                        | Рубин-мол.(Казань)                                                | Москва                                                                   |
| 15:30 MSK | Гулиев (Бакаев, Пантелеев) 3′ · Федчук (Винниченко, Бакаев) 46′ · Сокол (Пантелеев, штрафной) 50′ · Бакаев (Винниченко) 54′ · Пантелеев (Ермаков) 60′ (пен.) · Бабаев (Синодзука) 90+3′ | Протокол 1 Протокол 2 Протокол 3 | Каусаров (срыв атаки) 60' · Муллин (грубая игра) 67' · Ворона 80′ | Стадион: академии «Спартак» Зрителей: 500 Судья: Д. Дресвянников (Киров) |
| Спартак-мол.: Филиппов (Максименко, 78), Шигорев (К. Щербаков, 68), Лихачёв, Сокол, Винниченко (Красильниченко, 64), Шанбиев (Ермаков, 46), Полубояринов (Синодзука, 58), Гулиев, Бакаев (Бабаев, 72), Пантелеев (к), Федчук (Лялюшкин, 65). Запасные: Сухорученко, Гордеочук, Маликов. Главный тренер: Владимир Евгеньевич Бесчастных. Рубин-мол.: Акмурзин (Щетинин, 57), Кузнецов (Гиниятуллин, 75), Михайлов (Муллин, 26), Хабибуллин, Гаврилов, Доронин (Шабанов, 53), Миронов (Шарафеев, 55), Коусаров, Салахетдинов, Коблов (Ворона, 41), Танков. Запасные: Фролов, Каменщиков, Сулайминов. Главный тренер: Юрий Анварович Уткульбаев. | |                                  |                                                                   |                                                                          |

| 8 августа 2015 4 тур | Крылья Советов-мол. (Самара)                           | 0:4 (0:3)                        | Спартак-мол. (Москва) | Самара                                                                          |
| 15:00 MSK | Визнович (грубая игра) 36' · Роганов (грубая игра) 40' | Протокол 1 Протокол 2 Протокол 3 | Федчук 9′ · Пантелеев (Ермаков, Синодзука) 28′ · Федчук (неспортивное поведение) 40` · Пантелеев (Синодзука, Ермаков) 45+1′ · Пантелеев (Бакаев) 50′ | Стадион: «Металлург» (зап. поле) Зрителей: 700 Судья: В. Французов (Нижнекамск) |
| Самара: Д. Ермаков, Масальский, Кирица (Афиногентов, 61), Роганов (к), Бирюков, Мелихов (Макушкин, 67), Визнович, Краснов, Голенков (Калинин, 72), Попов (Захарян, 61), Подъячев. Запасной: Шильников. Главный тренер: Джос Дарден. Спартак-мол.: Митрюшкин (Филиппов, 70), Шигорев (К. Щербаков, 63), Сокол, Лихачёв, Винниченко, М. Ермаков (Маликов, 77), Полубояринов, Бакаев (Гордеочук, 81), Синодзука (Бабаев, 46), Пантелеев (к), Федчук. Запасной: Сухорученко. Главный тренер: Владимир Евгеньевич Бесчастных. |                                                        |                                  | |                                                                                 |

| 13 августа 2015 5 тур | Спартак-мол. (Москва)                                           | 1:1 (1:1)                        | ЦСКА-мол. (Москва)                                                                                  | Москва                                                                   |
| 17:00 MSK | Страндберг 2′ Макаров (грубая игра) 37' Зуев (срыв атаки) 90+3' | Протокол 1 Протокол 2 Протокол 3 | Пантелеев (Бакаев, Давыдов) 17′ · Пантелеев (неспортивное поведение) 17' · Гулиев (грубая игра) 54' | Стадион: академии «Спартак» Зрителей: 500 Судья: О. Корецкий (Раменское) |
| Спартак-мол.: Филиппов, Сокол, Лихачёв (Шигорев, 43), Лисинков, Винниченко, Ермаков (Синодзука, 75), Полубояринов, Гулиев, Бакаев (Бабаев, 85), Пантелеев (к), Давыдов (Козлов, 70). Запасные: Сухорученко, Аверкиев, Красильниченко, К. Щербаков, Гордеочук, Лялюшкин, Маликов. Главный тренер: Владимир Евгеньевич Бесчастных. Москва: Помазун, Ефремов (Жамалетдинов, 77), Макаров (Зуев, 72), Дергачёв, Алибеков, Николаеш, Кривулькин, Гордюшенко (Титов, 46), Кучаев (Соловьёв, 84), Чернов, Страндберг (Алиев, 46). Запасные: Овчинников, Масютин, Касаткин, Князев, Кырнац. Главный тренер: Александр Сергеевич Гришин. |                                                                 |                                  | |                                                                          |

| 21 августа 2015 6 тур | Амкар-мол. (Пермь)                                                                       | 2:3 (1:1)                        | Спартак-мол. (Москва) | Пермь                                                        |
| 12:00 MSK | Курзенёв 45′ (пен.) · Краев 52′ · Гусейнов (срыв атаки) 49' · Ромащенко (срыв атаки) 74' | Протокол 1 Протокол 2 Протокол 3 | Бабаев (Пантелеев) 18′ · Полубояринов (грубая игра) 38' · Сухорученко (срыв атаки) 45' · Пантелеев (штрафной) 50′ · Бабаев (срыв атаки) 80' · Ермаков (Красильниченко, Бакаев) 86′ | Стадион: «Звезда» Зрителей: 300 Судья: А. Худорожков (Пермь) |
| Пермь: Селихов, И. Парамонов, Гусейнов (Мосунов, 51), Ромащенко, Мурашов, Е. Парамонов (Краев, 46), Вазитдинов, Анфёров (Орлов, 77), Беликов, Чухланцев (Борчашвили, 74), Курзенёв (Пушкарёв, 71). Запасные: Отмахов, Кондрашов, Бурков, Красильников. Главный тренер: Константин Валентинович Парамонов. Спартак-мол.: Сухорученко, Шигорев, Лисинков, Сокол, Красильниченко, Шанбиев (Ермаков, 81), Полубояринов, Бабаев (Лялюшкин, 89), Бакаев (Гордеочук, 90+1), Пантелеев (к), Синодзука. Запасные: Аверкиев, Винниченко, К. Щербаков, Маликов. Главный тренер: Владимир Евгеньевич Бесчастных. |                                                                                          |                                  | |                                                              |

| 7 тур | Спартак-мол. (Москва) | 1:0 (0:0)                        | Анжи-мол. (Махачкала) |  |
|       |                       | Протокол 1 Протокол 2 Протокол 3 |                       |  |

| 8 тур | Спартак-мол. (Москва) | 0:1 | Ростов-мол. (Ростов-на-Дону) |  |

| 9 тур | Кубань-мол. (Краснодар) | 4:0 | Спартак-мол. (Москва) |  |

| 10 тур | Спартак-мол. (Москва) | 2:1 | Зенит-мол. (Санкт-Петербург) |  |

| 11 тур | Мордовия-мол. (Саранск) | 2-2 | Спартак-мол. (Москва) |  |

| 12 тур | Спартак-мол. (Москва) | 0-1 | Локомотив-мол. (Москва) |  |

| 13 тур | Динамо-мол. (Москва) | 3-3 | Спартак-мол. (Москва) |  |

| 14 тур | Спартак-мол. (Москва) | 2-1 | Урал-мол. (Екатеринбург) |  |

| 15 тур | Терек-мол. (Грозный) | 0-4 | Спартак-мол. (Москва) |  |

| 16 тур | Спартак-мол. (Москва) | 0-0 | Краснодар-мол. |  |

| 17 тур | Рубин-мол. (Казань) | 0-3 | Спартак-мол. (Москва) |  |

| 18 тур | Спартак-мол. (Москва) | 3-1 | Крылья Советов-мол. (Самара) |  |

| 19 тур | ЦСКА-мол. (Москва) | 0-6 | Спартак-мол. (Москва) |  |

| 20 тур | Спартак-мол. (Москва) | 0-0 | Амкар-мол. (Пермь) |  |

| 21 тур | Анжи-мол. (Махачкала) | 2-0 | Спартак-мол. (Москва) |  |

| 22 тур | Ростов-мол. (Ростов-на-Дону) | 4-2 | Спартак-мол. (Москва) |  |

| 23 тур | Спартак-мол. (Москва) | 3-0 | Кубань-мол. (Краснодар) |  |

| 24 тур | Зенит-мол. (Санкт-Петербург) | 0-1 | Спартак-мол. (Москва) |  |

| 25 тур | Спартак-мол. (Москва) | 0-1 | Мордовия-мол. (Саранск) |  |

| 26 тур | Локомотив-мол. (Москва) | 1-1 | Спартак-мол. (Москва) |  |

| 27 тур | Спартак-мол. (Москва) | 5-2 | Динамо-мол. (Москва) |  |

| 28 тур | Урал-мол. (Екатеринбург) | 0-4 | Спартак-мол. (Москва) |  |

| 29 тур | Спартак-мол. (Москва) | 2-1 | Терек-мол. (Грозный) |  |

| 30 тур | Уфа-мол. | 2-3 | Спартак-мол. (Москва) |  |

### Турнирная таблица
- Результаты выступлений команды Спартак (Москва) в домашних и гостевых матчах:

| Итого | Итого | Итого | Итого | Итого | Итого | Итого | Итого | Дома | Дома | Дома | Дома | Дома | Дома | На выезде | На выезде | На выезде | На выезде | На выезде | На выезде |
| И     | О     | В     | Н     | П     | МЗ    | МП    | РМ    | В    | Н    | П    | МЗ   | МП   | РМ   | В         | Н         | П         | МЗ        | МП        | РМ        |
| ----- | ----- | ----- | ----- | ----- | ----- | ----- | ----- | ---- | ---- | ---- | ---- | ---- | ---- | --------- | --------- | --------- | --------- | --------- | --------- |
| 0     | 0     | 0     | 0     | 0     | 0     | 0     | 0     | 0    | 0    | 0    | 0    | 0    | 0    | 0         | 0         | 0         | 0         | 0         | 0         |

- Результаты выступлений команды Спартак (Москва) по турам:

| Тур   | 01 | 02 | 03 | 04 | 05 | 06 | 07 | 08 | 09 | 10 | 11 | 12 | 13 | 14 | 15 | 16 | 17 | 18 | 19 | 20 | 21 | 22 | 23 | 24 | 25 | 26 | 27 | 28 | 29 | 30 |
| ----- | -- | -- | -- | -- | -- | -- | -- | -- | -- | -- | -- | -- | -- | -- | -- | -- | -- | -- | -- | -- | -- | -- | -- | -- | -- | -- | -- | -- | -- | -- |
| Поле  | Д  | В  | Д  | В  | Д  | В  | Д  |    |    |    |    |    |    |    |    |    |    |    |    |    |    |    |    |    |    |    |    |    |    |    |
| Итог  | П  | В  | В  | В  | Н  | В  | В  |    |    |    |    |    |    |    |    |    |    |    |    |    |    |    |    |    |    |    |    |    |    |    |
| Место | 10 | 7  | 3  | 1  | 3  | 2  | 1  |    |    |    |    |    |    |    |    |    |    |    |    |    |    |    |    |    |    |    |    |    |    |    |

Последнее обновление: 31 мая 2016.
Источник: Российская Футбольная Премьер-Лига

Поле: Д = дома; В = на выезде. Итог: Н = ничья; П = команда проиграла; В = команда выиграла; О = матч отложен.

## Чемпионат России 2015/16 (вторая команда)
Основная статья: Первенство Футбольной национальной лиги 2015/2016

### Результаты матчей
| 11 июля 2015 1 тур | Томь (Томск)                                                                  | 4:1 (2:0)                        | Спартак-2 (Москва)                                                                            | Томск                                                             |
| 14:00 MSK | Погребняк (Баженов) 6′ · Нехайчик 45+2′ · Пугин (Темников) 78′ · Джиоев 90+1′ | Протокол 1 Протокол 2 Протокол 3 | Каюмов (Савичев, Кутин) 53′ · Савичев (неспортивное поведение) 71' · Кутепов (срыв атаки) 85' | Стадион: Труд Зрителей: 2800 Судья: К. Левников (Санкт-Петербург) |
| Томь: Солосин, Йиранек, Джиоев, Темников, Бордачёв (Черевко, 46), Башкиров, Лях, Баженов, Саная (Нуров, 72), Нехайчик (Пугин, 76), Погребняк (Макурин, 87). Запасные: Чуваев, Бендзь, Дырдин. Главный тренер: Валерий Кузьмич Непомнящий. Спартак-2: Филиппов (Терёшкин, 11), Кутин, Пуцко, Кутепов, Ходырев, Зубарев, Леонтьев, Савичев (Кудряшов, 88), Самсонов, Каюмов (Козлов, 69), Обухов (к). Запасные: Лисинков, Фадеев, Шанбиев. Главный тренер: Евгений Александрович Бушманов. |                                                                               |                                  |                                                                                               |                                                                   |

| 15 июля 2015 2 тур | Спартак-2 (Москва)                                          | 1:0 (1:0)                        | Газовик (Оренбург)      | Москва                                                               |
| 19:00 MSK | Обухов 4′ (штрафной) · Савичев (неспортивное поведение) 87' | Протокол 1 Протокол 2 Протокол 3 | Малых (грубая игра) 84' | Стадион: «Спартак» Зрителей: 2300 Судья: И. Сараев (Санкт-Петербург) |
| Спартак-2: Песьяков, Кутин, Пуцко, Кутепов, Ходырев, Зубарев (Зубарев, 59), Леонтьев, Савичев (Тимофеев, 90+2), Яковлев, Обухов (к) (Брызгалов, 70), Кротов (Козлов, 85). Запасные: Терёшкин, Фадеев, Каюмов. Главный тренер: Евгений Александрович Бушманов. Газовик: Абакумов, Ойеволе, Андреев, Малых, Полуяхтов, Шогенов (Кобялко, 82), Друзин (Бреев, 64), Парняков, Афонин, Маркелов (Кабутов, 74), Делькин (Аппаев, 70). Запасные: Руденко, Васиев, Воробьёв. Запасные: Руденко, Васиев, Воробьёв. Главный тренер: Роберт Геннадьевич Евдокимов. |                                                             |                                  |                         |                                                                      |

| 20 июля 2015 3 тур | Шинник (Ярославль)                                                                        | 1:1 (1:0)                        | Спартак-2 (Москва)                                                                               | Ярославль                                                   |
| 18:30 MSK | Войдель (штрафной) 41′ · Ятченко (грубая игра) 58' · Войдель (неспортивное поведение) 75' | Протокол 1 Протокол 2 Протокол 3 | Леонтьев (неспортивное поведение) 47' · Кротов (Давыдов, Яковлев) 62′ · Ходырев (срыв атаки) 68' | Стадион: «Шинник» Зрителей: 5600 Судья: А. Чистяков (Азов). |
| Шинник: Яшин, Платика (Маляров, 78), Ламанж, Султонов (Митасов, 65), Ятченко, Войдель, Беляев, Щадин, Мязин (Павленко, 61), Малоян (Булия, 84), Сиротов. Запасные: Малышев, Ндри, Цховребов. Главный тренер: Александр Михайлович Побегалов. Спартак-2: Песьяков, Кутин, Пуцко (к), Кутепов, Ходырев (Фадеев, 71), Брызгалов, Савичев (Каюмов, 87), Леонтьев (Тимофеев, 81), Яковлев, Давыдов, Кротов (Козлов, 76). Запасные: Терёшкин, Зубарев, Самсонов. Главный тренер: Евгений Александрович Бушманов. |                                                                                           |                                  |                                                                                                  |                                                             |

| 27 июля 2015 4 тур | Спартак-2 (Москва) | 1:0 (1:0)                        | Волгарь (Астрахань)                                                                                     | Москва                                                          |
| 19:00 MSK | Зубарев (неспортивное поведение) 23' · Леонтьев (Кротов, Обухов) 39′ · Брызгалов (срыв атаки) 68' · Кротов (неспортивное поведение) 70' | Протокол 1 Протокол 2 Протокол 3 | Петрович (неспортивное поведение) 23' · Петрович (срыв атаки) 53` · Зураев (неспортивное поведение) 77' | Стадион: «Спартак» Зрителей: 800 Судья: В. Сельдяков (Балашиха) |
| Спартак-2: Песьяков, Фадеев, Пуцко, Кутепов, Ходырев, Брызгалов, Зубарев (Тимофеев, 70), Леонтьев, Савичев (Зуев, 70), П. Яковлев, Обухов (к) (Каюмов,e 61), Кротов (Козлов, 75). Запасные: Терёшкин, Кутин, Самсонов. Главный тренер: Евгений Александрович Бушманов. Волгарь: Бучнев, Терехов, Байрыев, Зураев, Иванов, Веркашанский (Коломийченко, 82), Елисеев (Сутормин, 57), Болонин, Петрович, Кренделев (М. Яковлев, 85), Болов (Алхазов, 51). Запасные: Сикач, Стешин, Газзаев. Главный тренер: Юрий Фарзунович Газзаев. | |                                  | |                                                                 |

| 5 тур | Енисей (Красноярск) | 0:4 (0:1) | Спартак-2 (Москва) |  |

| 6 тур | Тюмень | 2:0 | Спартак-2 (Москва) |  |

| 7 тур | Луч-Энергия (Владивосток) | 1:1 (1:0) | Спартак-2 (Москва) |  |

| 8 тур | Спартак-2 (Москва) | 1:0 (0:0) | СКА-Энергия (Хабаровск) |  |

| 9 тур | Сокол (Саратов) | 2:2 | Спартак-2 (Москва) |  |

| 10 тур | Спартак-2 (Москва) | 1:0 | Волга (Нижний Новгород) |  |

| 11 тур | Сибирь (Новосибирск) | 0:0 | Спартак-2 (Москва) |  |

| 12 тур | Спартак-2 (Москва) | 0:1 | Балтика (Калининград) |  |

| 13 тур | КАМАЗ (Набережные Челны) | 0:1 | Спартак-2 (Москва) |  |

| 15 тур | Спартак-2 (Москва) | 2-1 | Факел (Воронеж) |  |

| 16 тур | Байкал (Иркутск) | 0-7 | Спартак-2 (Москва) |  |

| 17 тур | Спартак-2 (Москва) | 0-3 | Зенит-2 (Санкт-Петербург) |  |

| 18 тур | Арсенал (Тула) | 2-0 | Спартак-2 (Москва) |  |

| 19 тур | Спартак-2 (Москва) | 3-3 | Тосно (Ленинградская обл.) |  |

| 20 тур | Газовик (Оренбург) | 1-0 | Спартак-2 (Москва) |  |

| 22 тур | Волгарь (Астрахань) | 0-2 | Спартак-2 (Москва) |  |

| 23 тур | Спартак-2 (Москва) | 1-0 | Енисей (Красноярск) |  |

| 24 тур | Тюмень | 5-3 | Спартак-2 (Москва) |  |

| 25 тур | Спартак-2 (Москва) | 2-1 | Луч-Энергия (Владивосток) |  |

| 26 тур | СКА-Энергия (Хабаровск) | 0-5 | Спартак-2 (Москва) |  |

| 27 тур | Спартак-2 (Москва) | 2-3 | Сокол (Саратов) |  |

| 28 тур | Волга (Нижний Новгород) | 2-2 | Спартак-2 (Москва) |  |

| 29 тур | Спартак-2 (Москва) | 1-1 | Сибирь (Новосибирск) |  |

| 30 тур | Балтика (Калининград) | 0-1 | Спартак-2 (Москва) |  |

| 31 тур | Спартак-2 (Москва) | 3-1 | КАМАЗ (Набережные Челны) |  |

| 33 тур | Факел (Воронеж) | 1-4 | Спартак-2 (Москва) |  |

| 34 тур | Спартак-2 (Москва) | 4-0 | Байкал (Иркутск) |  |

| 35 тур | Зенит-2 (Санкт-Петербург) | 8-1 | Спартак-2 (Москва) |  |

| 36 тур | Спартак-2 (Москва) | 0-3 | Арсенал (Тула) |  |

| 37 тур | Тосно (Ленинградская обл.) | 0-5 | Спартак-2 (Москва) |  |

| 38 тур | Спартак-2 (Москва) | 7-1 | Томь (Томск) |  |

### Турнирная таблица
- Результаты выступлений команды Спартак-2 Москва в домашних и гостевых матчах:

| Итого | Итого | Итого | Итого | Итого | Итого | Итого | Итого | Дома | Дома | Дома | Дома | Дома | Дома | На выезде | На выезде | На выезде | На выезде | На выезде | На выезде |
| И     | О     | В     | Н     | П     | МЗ    | МП    | РМ    | В    | Н    | П    | МЗ   | МП   | РМ   | В         | Н         | П         | МЗ        | МП        | РМ        |
| ----- | ----- | ----- | ----- | ----- | ----- | ----- | ----- | ---- | ---- | ---- | ---- | ---- | ---- | --------- | --------- | --------- | --------- | --------- | --------- |
| 0     | 0     | 0     | 0     | 0     | 0     | 0     | 0     | 0    | 0    | 0    | 0    | 0    | 0    | 0         | 0         | 0         | 0         | 0         | 0         |

- Результаты выступлений команды Спартак-2 Москва по турам:

| Тур   | 01 | 02 | 03 | 04 | 05 | 06 | 07 | 08 | 09 | 10 | 11 | 12 | 13 | 14 | 15 | 16 | 17 | 18 | 19 | 20 | 21 | 22 | 23 | 24 | 25 | 26 | 27 | 28 | 29 | 30 | 31 | 32 | 33 | 34 | 35 | 36 | 37 | 38 |
| ----- | -- | -- | -- | -- | -- | -- | -- | -- | -- | -- | -- | -- | -- | -- | -- | -- | -- | -- | -- | -- | -- | -- | -- | -- | -- | -- | -- | -- | -- | -- | -- | -- | -- | -- | -- | -- | -- | -- |
| Поле  | В  | Д  | В  | Д  | В  | В  | В  | Д  | В  |    |    |    |    | -  |    |    |    |    |    |    |    |    |    |    |    |    |    |    |    |    |    | -  |    |    |    |    |    |    |
| Итог  | П  | В  | Н  | В  | В  | П  | Н  | В  | Н  |    |    |    |    |    |    |    |    |    |    |    |    |    |    |    |    |    |    |    |    |    |    |    |    |    |    |    |    |    |
| Место | 20 | 11 | 13 | 10 | 4  | 8  | 9  | 6  | 7  |    |    |    |    | -  |    |    |    |    |    |    |    |    |    |    |    |    |    |    |    |    |    | -  |    |    |    |    |    |    |

Последнее обновление: 31 мая 2016.
Источник: Российская Футбольная Премьер-Лига

Поле: Д = дома; В = на выезде. Итог: Н = ничья; П = команда проиграла; В = команда выиграла; О = матч отложен.

## Юношеская лига УЕФА 2015/16
Основная статья: Юношеская лига УЕФА
От России, занимающей после сезона-2014/15 7-ю позицию в рейтинге УЕФА, в турнире впервые принимал участие молодёжный состав «Спартака». Красно-белые участвовали в турнире как победители юношеского первенства своей страны (U17). Подопечные Владимира Бесчастных в конце сентября стартовали в розыгрыше с первого раунда плей-офф.

### Результаты матчей
| 30 сентября 2015 1 раунд | Спартак-мол. (Москва)                                                                  | 4:0 (0:0)             | Ряван-мол. (Баилово)                       | Москва                                                                          |
| 15:00 MSK | Пантелеев (Бакаев) 53′ · Мелкадзе 61′ · Пантелеев (Маликов) 79′ · Бакаев (Маликов) 81′ | Протокол 1 Протокол 2 | Исмаилов 43' · Бабаев 45+2' · М. Алиев 85' | Стадион: академии «Спартак» (поле № 4) Зрителей: 161 Судья: Эйко Саар (Эстония) |
| ): Сухорученко, Шигорев (Красильниченко, 82), Лихачёв, Мамин, Сокол, Шанбиев, Полубояринов, Лялюшкин (Маликов, 64), Бакаев, Пантелеев (к), Мелкадзе (Цыганков, 84). Запасные: Максименко, Рассказов, К. Щербаков, Гордеочук. Главный тренер: Владимир Евгеньевич Бесчастных. ): Байрамов, У. Исмаилов (Кадиев, 85), Мамедли (Кафаров, 89), Т. Бабаев, Гусейнов, А. Исмаилов, Мамарзаев, Зекисинан, Амирли, Мамедзаде (М. Алиев, 63), Дж. Гулиев. Запасные: Сейдахмедов, Калашов, Агаев, Гасанов. Главный тренер: Замин Асадуллаев. |                                                                                        |                       |                                            |                                                                                 |

| 20-21 октября 2015 | Ряван-мол. (Баилово) | 0-4 | Спартак-мол. (Москва) |  |

## Товарищеские матчи
Московский «Спартак» провёл свой первый предсезонный сбор в Швейцарии. Главный тренер клуба Дмитрий Аленичев взял на сбор 24 футболиста.

### Основной состав
| 29 июня 2015 | Дорнбирн 1913 (Дорнбирн) | 0:12 (0:4)                       | Спартак (Москва) | Дорнбирн (Австрия)                                                                    |
| 19:30 MSK | Юлиан Майр (ФПН) 26`     | Протокол 1 Протокол 2 Протокол 3 | Давыдов (Ананидзе, Макеев) 23′ · Давыдов (Озбилиз, Широков) 32′ · Широков (Ананидзе) 38′ · Яковлев (Давыдов) 48′ · Промес (Д. Комбаров) 51′ · Промес (Кротов) 52′ · Кротов (Попов) 53′ · Попов (Ромуло, Д. Комбаров) 56′ · Промес (Кротов, Попов) 68′ · Промес (Кротов) 71′ · Кротов (Промес) 85′ · Ромуло (Попов) 87′ | Стадион: «Биркенвизе» Зрителей: 1500 Судья: Роберт Шёргенхофер (Форарльберг, Австрия) |
| Дорнбирн 1913: Стартовый состав: Доминик Зайвальд, Флориан Прирш, Марк Кюхне, Арон Кирхер, Лукас Алльгойер, Юлиан Майр, Франко Йоппи, Филипп Хорманн, Андреа Лоре, Нианг, Стефан Мба. Главный тренер: Петер Якубек. Спартак: в первом тайме: Сергей Песьяков, Кирилл Комбаров, Артём Тимофеев, Сергей Брызгалов, Евгений Макеев, Сергей Широков, Александр Зотов, Араз Озбилиз, Павел Яковлев, Джано Ананидзе, Денис Давыдов; во втором тайме: Сергей Ребров, Сергей Паршивлюк, Сердар Таски, Сальвадор Боккетти, Дмитрий Комбаров, Денис Глушаков, Ромуло, Квинси Промес, Павел Яковлев, Эвелин Попов, Вячеслав Кротов. Главный тренер: Дмитрий Анатольевич Аленичев. |                          |                                  | |                                                                                       |

| 3 июля 2015 | Люцерн (Люцерн)                        | 2:1 (1:0)                        | Спартак (Москва)               | Шёц (Швейцария)                                                           |
| 20:00 MSK | Клеменс Фандрих 9′ · Марко Шнойвли 79′ | Протокол 1 Протокол 2 Протокол 3 | Ивелин Попов (Хосе Хурадо) 68′ | Стадион: «Шпортплац Виссенхузен» Зрителей: 2200 Судья: Л. Гут (Швейцария) |
| Люцерн: Давид Цибунг (Лоренцо Букки, 46), Жером Тьессон (Франсуа Аффольтер, 46), Салли Сарр (Клаудио Лустенбергер, 46), Янник Шмид (Тьерри Дубаи, 46), Оливье Кляйнер (Хекуран Криэциу, 46), Дарио Лескано (Ремо Арнольд, 46), Нико Бранденбургер (Николас Хаас, 46), Ремо Фройлер (Якоб Янтшер, 46), Клеменс Фандрих (Яхмир Хюка, 46), Жоао Абреу (Тьессон, 82), Хаджи Незирай (Марко Шнойвли, 46). Главный тренер: Маркус Баббель. Спартак: в первом тайме: Сергей Песьяков, Кирилл Комбаров, Владимир Гранат, Сергей Брызгалов, Евгений Макеев, Араз Озбилиз, Александр Зотов, Сергей Широков, Павел Яковлев, Джано Ананидзе, Денис Давыдов. во втором тайме: Сергей Ребров, Сергей Паршивлюк, Сердар Таски, Сальваторе Боккетти, Дмитрий Комбаров, Денис Глушаков, Ромуло, Квинси Промес, Ивелин Попов, Хосе Хурадо, Вячеслав Кротов. Запасные: Илья Сухорученко, Артём Тимофеев. Главный тренер: Дмитрий Анатольевич Аленичев. |                                        |                                  |                                |                                                                           |

| 7 июля 2015 | Фрайбург (Фрайбург)            | 0:1 (0:0)                        | Спартак (Москва)                                      | Шрунц (Австрия)                                                      |
| 19:00 MSK | Петерсен (вратарь). (пен.) 30` | Протокол 1 Протокол 2 Протокол 3 | Таски (грубая игра) 30' · Давыдов (Попов, Промес) 55′ | Стадион: «Шпортплац Гольм» Зрителей: 1000 Судья: М. Бауман (Австрия) |
| Фрайбург: Стартовый состав: Патрик Кландт, Марк Торрехон, Марк-Оливер Кемпф, Саша Ритер, Лукас Кюблер, Юлиан Шустер, Амир Абраши, Нильс Петерсен, Максимилиан Филипп, Тим Кляйндинст, Гонсало Сарате. Запасные: Александер Шволов, Иммануэль Хён, Стефан Митрович, Менсур Муйджа, Карим Гуэде, Вегар Эгген Хеденстад, Владимир Дарида, Мике Франц, Калеб Станко. Главный тренер: Кристиан Штрайх. Спартак: Артём Ребров (к), Кирилл Комбаров (Евгений Макеев, 62), Сальваторе Боккетти, Сердар Таски, Дмитрий Комбаров, Квинси Промес (Араз Озбилиз, 72), Денис Глушаков, Дмитрий Широков (Ромуло, 62), Хосе Хурадо (Павел Яковлев, 62), Эвелин Попов (Джано Ананидзе, 72), Евгений Кротов (Денис Давыдов, 46). Главный тренер: Дмитрий Анатольевич Аленичев. |                                |                                  |                                                       |                                                                      |

| 11 июля 2015 | Санкт-Галлен (Санкт-Галлен) | 1:3 (0:3)                        | Спартак (Москва)                                                      | Санкт-Галлен (Швейцария)                                          |
| 19:00 MSK | Чавушевич 51′               | Протокол 1 Протокол 2 Протокол 3 | Мовсисян (Широков) 6′ · Хурадо 15′ · Глушаков (Комбаров, угловой) 22′ | Стадион: «АФГ Арена» Зрителей: 7000 Судья: Л. Фандрих (Швейцария) |
| Санкт-Галлен: Херцог (Лопар, 46), Анга (Мутш, 46), Гелми, Айзенринг (Руссо, 46), Факкинетти (Дзивнель, 46), Тафе (Алексич, 46), Висс (Яньятович, 46), Эвертон Луиз (Шеррер, 79), Матис (Треан, 46), Араторе (Буньяку, 46),Готаль (Чавушевич, 46). Главный тренер: Джефф Сайбене. Спартак: Ребров (к), К. Комбаров, Таски (Макеев, 46), Боккетти, Д. Комбаров, Промес (Джано, 79), Глушаков (Ромуло, 46), Широков, Хурадо (Яковлев, 79), Попов (Озбилиз, 79), Мовсисян (Давыдов, 61). Главный тренер: Дмитрий Анатольевич Аленичев. |                             |                                  |                                                                       |                                                                   |

| 5 сентября 2015 | Спартак (Москва)                                                                                | 2:2 (0:1)                        | Амкар (Пермь)                                          | Москва                                                                 |
| | Пантелеев 64′ · Макеев (грубая игра) 83' · Пантелеев (Бакаев) 87′ · Комбаров (грубая игра) 88'. | Протокол 1 Протокол 2 Протокол 3 | Таски (в свои ворота) 32′ · Зайцев 38' · Прудников 74′ | Стадион: Тарасовка. Искусственное поле. Судья: Т. Арсланбеков (Москва) |
| Спартак: Сухорученко, К. Комбаров, Таски (Пантелеев, 46), Боккетти (к), Макеев, Паршивлюк, Полубояринов (Синодзука, 62), Зотов, Бакаев, Каюмов (Федчук, 62), Козлов (Шанбиев, 73). Запасные: Аверкиев, Лисинков. Главный тренер: Дмитрий Анатольевич Аленичев. Амкар: Стартовый состав: Герус, Занев, Белоруков, Зайцев, Пеев, Гол, Шаваев, Баланович, Идову, Салугин. На замену выходили: Хомич, Придюк, Беликов, Прудников, Комолов, Панцырев, Чума, Курзенёв, Ромащенко. Главный тренер: Гаджи Муслимович Гаджиев. |                                                                                                 |                                  |                                                        |                                                                        |

### Молодёжный состав
| 3 июля 2015 | Локомотив-мол. (Москва)      | 0:2 (0:2)             | Спартак-мол. (Москва)                                                                          | Москва                                                                   |
| 13:00 MSK | Анисимов (вратарь) 3` (пен.) | Протокол 1 Протокол 2 | Бабаев (Аверкиев, Лялюшкин) 29′ · Лялюшкин (Бакаев) 43′ · Ермаков (неспортивное поведение) 83' | Стадион: «Локомотив» (2-е поле) Зрителей: 100 Судья: Д. Веселов (Москва) |
| Локомотив-мол.: Ковалёв (Ивашов, 46), Махатадзе, Галанин (Дорофеев, 46), Соловьёв (игрок на просмотре, 71), Лысов (Никитин, 46), Самохвалов (игрок на просмотре, 71), Шадрин (Гусарь, 46), Мостовой (игрок на просмотре, 66), Анисимов, Галаджан (игрок на просмотре, 66), Рахмонов. Главный тренер: Денис Викторович Клюев. Спартак-мол.: Аверкиев (Сиукаев, 46), Шигорев, Степанов (Сокол, 29), С. Козлов (Костылев, 46), Винниченко (Красильниченко, 46), Шанбиев (Ермаков, 46), Полубояринов, Бабаев, Бакаев (Гордеочук, 46), Пантелеев (К. Щербаков, 46), Лялюшкин. Главный тренер: Владимир Евгеньевич Бесчастных. |                              |                       |                                                                                                |                                                                          |

| 8 июля 2015 | Спартак-мол. (Москва)                      | 2:1 (2:0)             | Анжи-мол. (Махачкала) | Химки                                                                  |
| 17:00 MSK | Лялюшкин (Полубояринов) 12′ · Лялюшкин 35′ | Протокол 1 Протокол 2 | Джамалутдинов 72′     | Стадион: УТЦ «Новогорск» Зрителей: неизвестно Судья: С. Чебан (Москва) |
| Спартак-мол.: Аверкиев (Сиукаев, 46), Шигорев, Сокол, Костылев, Винниченко (Билялетдинов, 82), С. Козлов (К. Щербаков, 55), Мамин (Ермаков, 30), Бабаев, Гордеочук (Красильниченко, 46), Полубояринов, Лялюшкин. Запасной: Эберт. Главный тренер: Владимир Евгеньевич Бесчастных. |                                            |                       |                       |                                                                        |

| 11 июля 2015 | Чайка (Юбилейный)                          | 1:4 (1:1)             | Спартак-мол. (Москва)                                                                                 | Юбилейный                                                     |
| 13:00 MSK | Романович 15′ · Абрамов 75' · Бахтадзе 79' | Протокол 1 Протокол 2 | С. Козлов (Бакаев) 30′ · Синодзука (Бакаев) 57′ · Ермаков (Гордеочук) 84′ · Пантелеев (Синодзука) 90′ | Стадион: «Чайка» Зрителей: 300 Судья: Д. Кураксин (Малаховка) |
| Спартак-мол.: Аверкиев (Сиукаев, 46), Шигорев, Сокол, С. Козлов, Винниченко (к) (Красильниченко, 56), Полубояринов (К. Щербаков, 46), Ермаков, Бакаев, Бабаев (Гордеочук, 56), Пантелеев, Лялюшкин (Синодзука, 46). Главный тренер: Владимир Евгеньевич Бесчастных. |                                            |                       | |                                                               |

### Вторая команда
| 25 июня 2015 | Спартак-2 (Москва) | 0:2 (0:1)                        | Тосно (Ленинградская обл.)                   | Москва                                                                  |
| 17:00 MSK |                    | Протокол 1 Протокол 2 Протокол 3 | Астафьев (с пенальти) 27′ · Улисс Диалло 76′ | Стадион: академии "Спартак" Зрителей: 300 Судья: Ю. Апонасенко (Москва) |
| Спартак-2: Филиппов (Терёшкин, 46), Кутин (Фадеев, 46), Кутепов (Козлов, 46), Пуцко (Лисинков, 46), Ходырев (Винниченко, 46), Зубарев (Шанбиев, 46), Леонтьев (Мастерной, 46), Савичев (Бабаев, 46), Самсонов (Бакаев, 46), Пантелеев (Кудряшов, 46), Обухов (Лялюшкин, 46). Главный тренер: Евгений Александрович Бушманов. Тосно: Книга, Мищенко, Тетрашвили, Аравин, Тимошин, Чиркин, Причиненко, Бочков, Асафьев, Комков, Прокофьев (Улисс Диалло, 46). Главный тренер: Евгений Николаевич Перевертайло. |                    |                                  |                                              |                                                                         |

| 28 июня 2015 | Спартак-2 (Москва)                                 | 1:0 (0:0)                        | Химки (Химки) | Москва                                                              |
| 18:00 MSK | Самсонов (срыв атаки) 74' · Ходырев (Самсонов) 78′ | Протокол 1 Протокол 2 Протокол 3 | Шумских 58'   | Стадион: академии "Спартак" Зрителей: 200 Судья: А. Еськов (Москва) |
| Спартак-2: Филиппов, Кутин (Фадеев, 46), Кутепов (Лисинков, 64), Пуцко, Ходырев, Зубарев, Самсонов, Савичев (Федчук, 64), Бакаев (А. Козлов, 69), Пантелеев (Каюмов, 58), Обухов (к) (Шанбиев, 73). Запасные: Терёшкин, Винниченко, С. Козлов, Мастерной. Главный тренер: Евгений Александрович Бушманов. Химки: Пузин (Цицилин, 46), Чернышов, Шумских, Тюнин, Родионов, Заика (Ануфриев, 75), Гащенков (Дворников, 67), Лапин, Широков, Кузьмичёв (Ефимов, 72), Маркосов. Главный тренер: Вадим Феликсович Хафизов. |                                                    |                                  |               |                                                                     |

| 4 июля 2015 | Спартак-2 (Москва)                                                 | 1:0 (0:0)                        | Долгопрудный | Москва                                                              |
| 18:00 MSK | Пуцко (неспортивное поведение) 65' · Обухов (Самсонов, Козлов) 82′ | Протокол 1 Протокол 2 Протокол 3 | Житников 42' | Стадион: академии "Спартак" Зрителей: 150 Судья: Е. Турбин (Москва) |
| Спартак-2: Филиппов, Кутин, Пуцко, Кутепов, Ходырев, Зубарев (Федчук, 64), Леонтьев (Шанбиев, 88), Савичев (Козлов, 74), Самсонов, Каюмов (Кудряшов, 81), Обухов (к). Запасные: Терёшкин, Лисинков, Фадеев, Бакаев, Пантелеев. Главный тренер: Евгений Александрович Бушманов. |                                                                    |                                  |              |                                                                     |

## Достижения

### Командные
| Турнир                                                               | Достижение                                           | *      |
| -------------------------------------------------------------------- | ---------------------------------------------------- | ------ |
| общегородской конкурс Департамента градостроительной политики Москвы | победа в номинации «Лучший спортивный объект Москвы» | [ 51 ] |

### Индивидуальные
| Нац.             | Номер | Игрок         | Достижение                               | *            |
| ---------------- | ----- | ------------- | ---------------------------------------- | ------------ |
| Флаг России      |       | Ринат Дасаев  | Лауреат международной премии Golden Foot | [ 9 ] [ 10 ] |
| Флаг Нидерландов | 24    | Квинси Промес | Лучший игрок (MVP) 4 тура в РФПЛ         | [ 52 ]       |
| Флаг Нидерландов | 24    | Квинси Промес | Лучший игрок (MVP) 6 тура в РФПЛ         | [ 53 ]       |
| Флаг Болгарии    | 71    | Ивелин Попов  | Лучший игрок (MVP) 10 тура в РФПЛ        | [ 54 ]       |
| Флаг Нидерландов | 24    | Квинси Промес | Лучший игрок (MVP) РФПЛ в августе        | [ 55 ]       |
| Флаг Болгарии    | 71    | Ивелин Попов  | Лучший игрок (MVP) РФПЛ в сентябре       | [ 56 ]       |

### Индивидуальные («Спартак»)
| Нац.             | Номер | Игрок         | Достижение                                    | *      |
| ---------------- | ----- | ------------- | --------------------------------------------- | ------ |
| Флаг Болгарии    | 71    | Ивелин Попов  | Лучший игрок ФК «Спартак» в июле 2015 года    | [ 57 ] |
| Флаг Нидерландов | 24    | Квинси Промес | Лучший игрок ФК «Спартак» в августе 2015 года | [ 58 ] |

### Индивидуальные (в составе сборных)
| Нац.        | Номер | Игрок             | Достижение                                                            | *      |
| ----------- | ----- | ----------------- | --------------------------------------------------------------------- | ------ |
| Флаг России | 1     | Антон Митрюшкин   | Серебряный призёр Чемпионата Европы по футболу среди юношей до 19 лет | [ 59 ] |
| Флаг России | 14    | Александр Лихачёв | Серебряный призёр Чемпионата Европы по футболу среди юношей до 19 лет | [ 59 ] |
| Флаг России | 16    | Георгий Мелкадзе  | Серебряный призёр Чемпионата Европы по футболу среди юношей до 19 лет | [ 59 ] |
| Флаг России | 7     | Аяз Гулиев        | Серебряный призёр Чемпионата Европы по футболу среди юношей до 19 лет | [ 59 ] |
| Флаг России | 11    | Александр Зуев    | Серебряный призёр Чемпионата Европы по футболу среди юношей до 19 лет | [ 59 ] |